# 로위 (브랜드)
로위(영어: Roewe, 중국어 간체자: 荣威, 병음: Róngwēi)는 2006년부터 중국의 자동차 제조사인 상하이 자동차 소유의 자동차 브랜드이다. 로위 차량은 초기에 파산한 영국 자동차 제조사 MG 로버로부터 인수한 기술을 기반으로 했다. 상하이 자동차는 로버 브랜드명에 대한 권리(이는 BMW가 보유하고 있었고, 나중에 포드에 팔렸으며, 최종적으로 재규어 랜드로버로 돌아갔다)를 구매할 수 없었고, 이를 대체하기 위해 로위 브랜드를 만들었다. 로위 차량은 중국 외 대부분의 수출 시장에서 MG 브랜드로 판매된다.

## 이름
로위라는 이름은 상하이 자동차가 2005년경 BMW로부터 로버 브랜드 이름을 인수하지 못하면서 유래했다(이는 대신 2006년 포드에 팔렸고, 현재 재규어 랜드로버가 소유하고 있다). Róng과 wēi라는 한자로 구성되어 대략 "영광스러운 힘"을 의미하며, 로버의 음역이지만, 상하이 자동차는 이 이름이 독일어로 사자를 뜻하는 Löwe에서 유래했다고 밝혔다.

## 역사

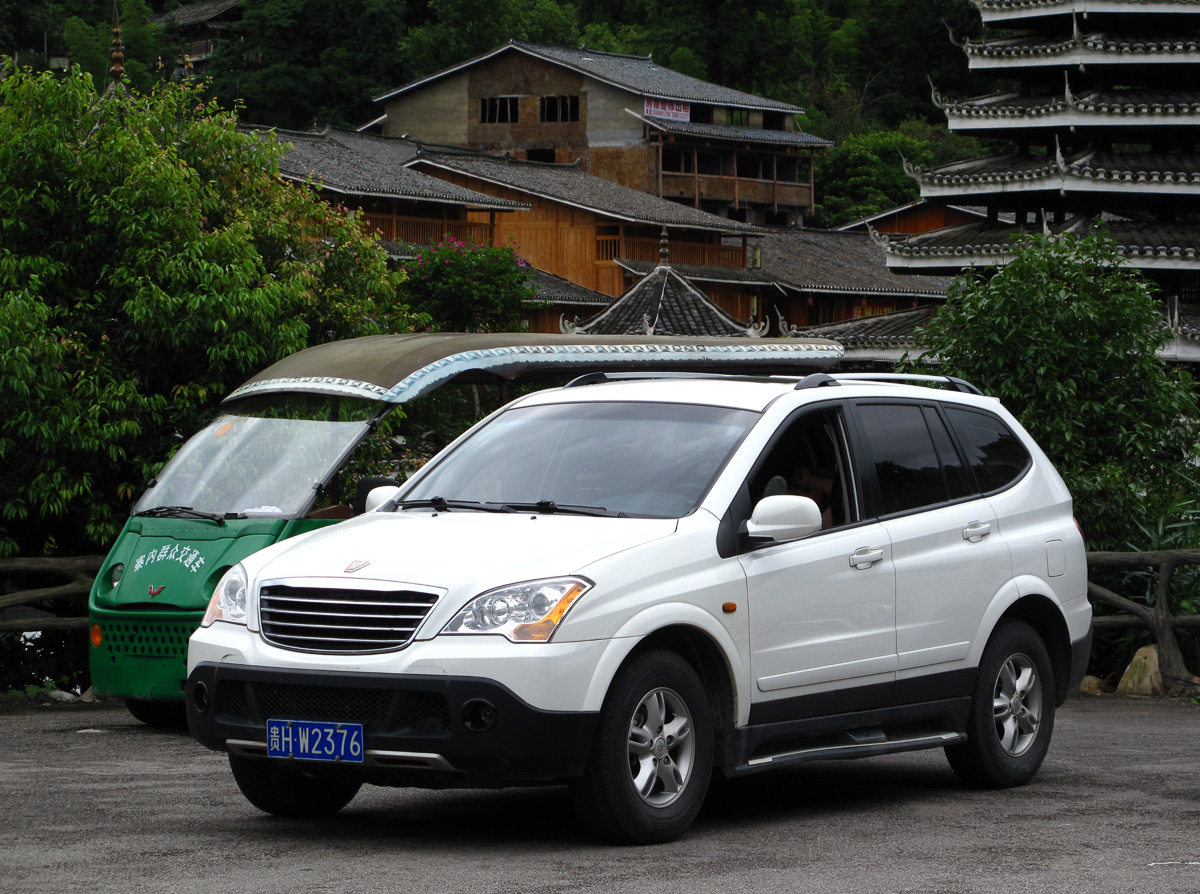
로위 W5

상하이 자동차는 2005년 MG 로버 파산 후 로버 75 및 로버 25 관련 기술을 구매했으며, 로위 브랜드는 75의 변형 모델인 로위 750에 처음 등장했다. 원래는 파산한 영국 회사의 모든 자산을 구매할 의도였으나, 상하이 자동차는 난징 자동차에 입찰에서 패했다. 2007년에 상하이 자동차는 난징 자동차와 합병하여, 이제 MG 로버의 자산인 MG 이름과 버밍엄 공장인 롱브리지 공장을 통제하게 되었는데, 이는 처음에는 인수할 수 없었던 것들이다.
영국 엔지니어링 회사인 리카르도는 초기 로위 모델 개발을 지원했으며, 영국에 새로운 회사인 리카르도 (2010) 컨설턴트 유한회사를 설립하여 750을 시장에 출시하는 데 도움을 주었다. 상하이 자동차에 따르면, 차량 작업은 중국에서도 이루어졌다. 2007년에 리카르도는 상하이 자동차에 인수되어 SAIC 모터 영국 기술 센터로 이름이 변경되었다. 이곳에는 200명 이상의 전직 로버 영국인 엔지니어들이 고용되어 있다.
로위 브랜드는 2015년 중국 광저우 오토쇼에서 로위 비전-R 전기 콘셉트카를 공개했으며, 이는 날카로운 주름과 이전 로위 방패 그릴에서 진화한 전체 너비 그릴을 특징으로 하는 중국 브랜드의 새로운 로위 디자인 언어를 미리 보여주었다. 이 새로운 디자인 테마는 로위 i5, i6, RX3, RX5, RX7, RX8, 그리고 마블 X와 같은 출시된 지 얼마 되지 않은 제품뿐만 아니라 로위 950 및 로위 360 플러스의 페이스리프트에도 적용되었다.

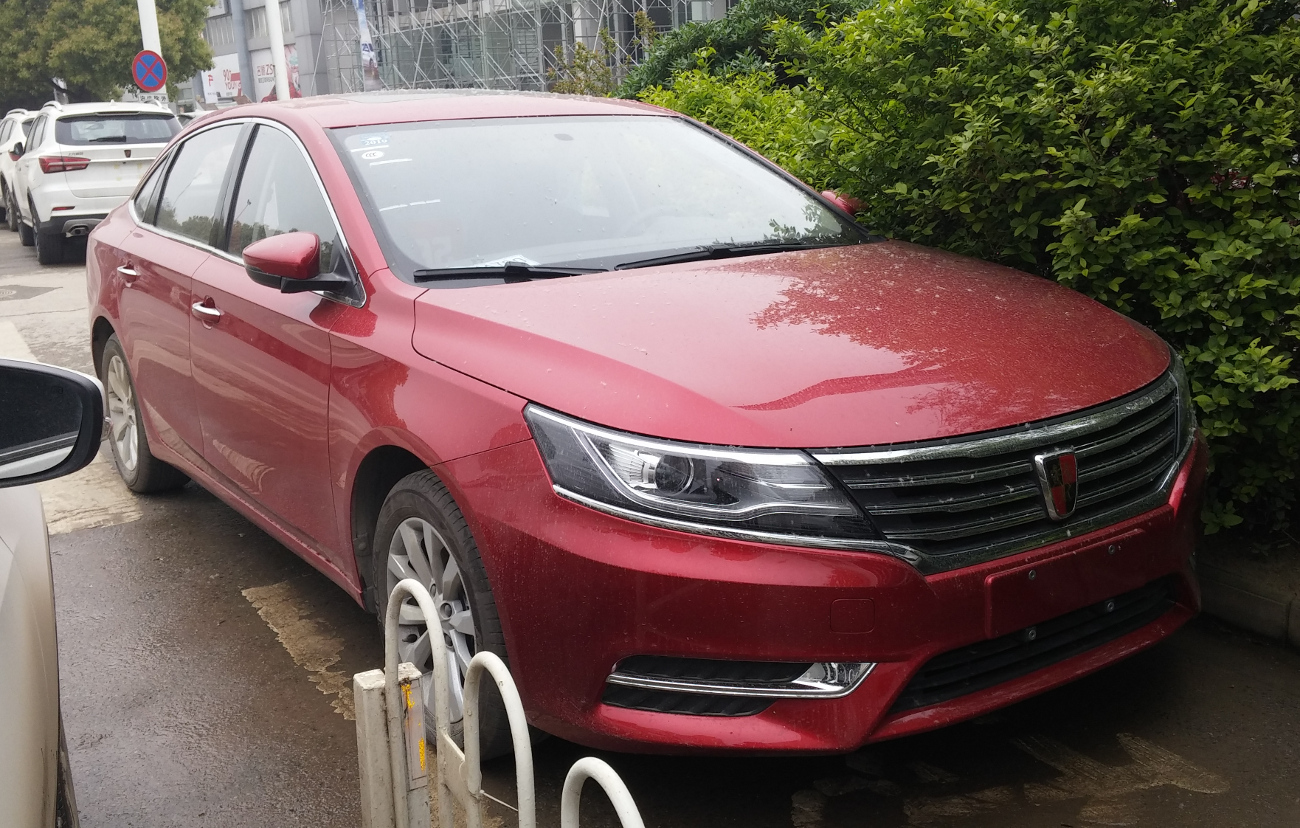
로위 i6

2016년, 로위는 새로운 디자인 전략을 채택하여, 더 간소화된 영숫자 명명 시스템과 곡선이 적은 스타일링 접근 방식을 도입했다. 이러한 변화를 대표하는 첫 번째 모델은 알리바바 그룹과 파트너십을 맺고 개발된 로위 RX5 SUV였으며, 알리바바 그룹은 차량용 소프트웨어를 제공했다. 2018년, 로위는 최초의 전기 SUV인 마블 X를 선보였고, Ei5라는 완전 전기 5도어 스테이션 왜건을 출시하여 제품군을 확장했다.
2021년, 이 브랜드는 최초의 쿠페 SUV인 징을 출시했으며, 이어서 2022년에는 하이브리드 RX3 Pro 변형 모델인 로메모를 출시했다. 같은 해에는 RX5의 차세대 모델을 위한 새로운 디자인 언어가 도입되었고, 프리미엄 RX9가 출시되었다. 2023년, 로위는 새로운 모델 라인인 D7을 도입했으며, 동시에 오래되고 인기가 적은 모델들을 단종시키면서 포트폴리오를 간소화했다.

2024년 11월, 상하이 자동차 승용차는 라이징 오토 브랜드를 로위로 다시 통합하고, 독립 브랜드로서의 역사를 마감한다고 발표했다. 라이징은 로위 산하의 프리미엄 전기차 라인으로 전환될 예정이다.

## 로고 변화
- 2007년~2018년

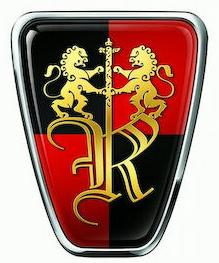

상하이 자동차는 로버를 모방하기보다는 새로운 이름(즉, 새로운 브랜드)과 새로운 로고를 만들기로 결정했다. 새로운 로위 로고는 로버 로고의 형태를 유지하지만, (영국 역사와 관련된) 롱쉽 대신 두 마리의 사자가 검을 둘러싸고 고딕체 R을 내려다보며, 독일 제조업체 BMW의 영향을 받은 체크무늬 배경을 사용하되 빨간색과 검은색을 사용한다.
두 마리 사자와 검은 유럽 문자가 아닌 중국 문자를 특징으로 하여 새로운 브랜드의 정체성을 강화한다.
2018년, 상하이 자동차는 이전 로고의 형태를 유지하면서 로위의 새로운 로고를 채택했다. 새로운 파란색은 혁신과 고품질과 관련되어 있지만, 배경의 체크무늬가 제거되었다. 로위라는 대문자는 문장 아래에 위치한다.

## 제품

### 로위

#### 승용차
- 로위 i5 (2017년~현재)
  - 로위 Ei5 (2017년~현재)
- 로위 D6 (2025년~현재)
- 로위 D7 (2023년~현재)
  - 로위 D7 DMH (2023년~현재)
  - 로위 M7 (출시 예정)

#### SUV
- 로위 RX5 (2016년~현재)
  - 로위 eRX5 (2017년~현재)
  - 로위 D5X (2024년~현재)

#### MPV
- 로위 iMAX8 (2020년~현재)
  - 로위 iMAX8 DMH (2024년~현재)

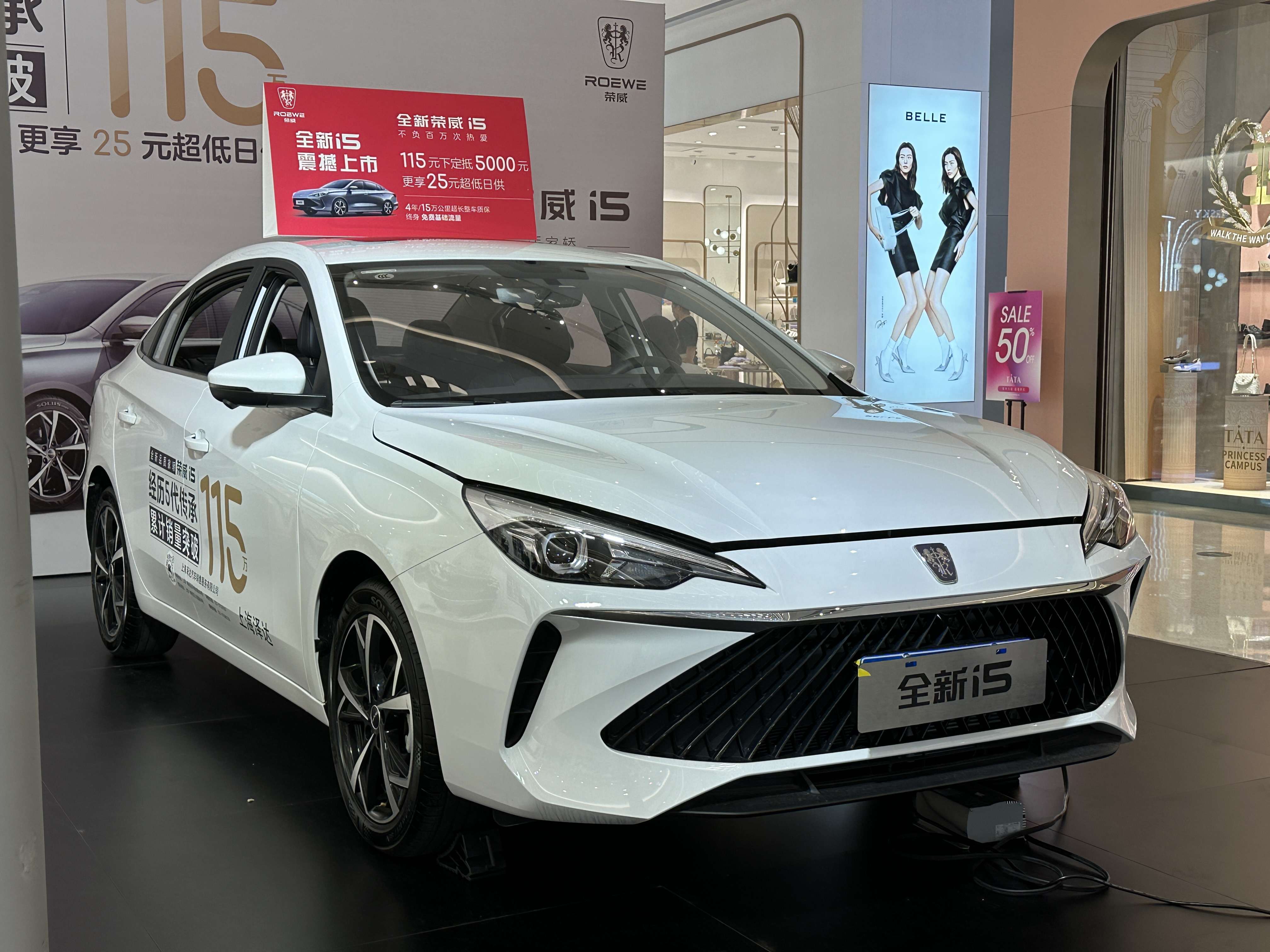
로위 i5
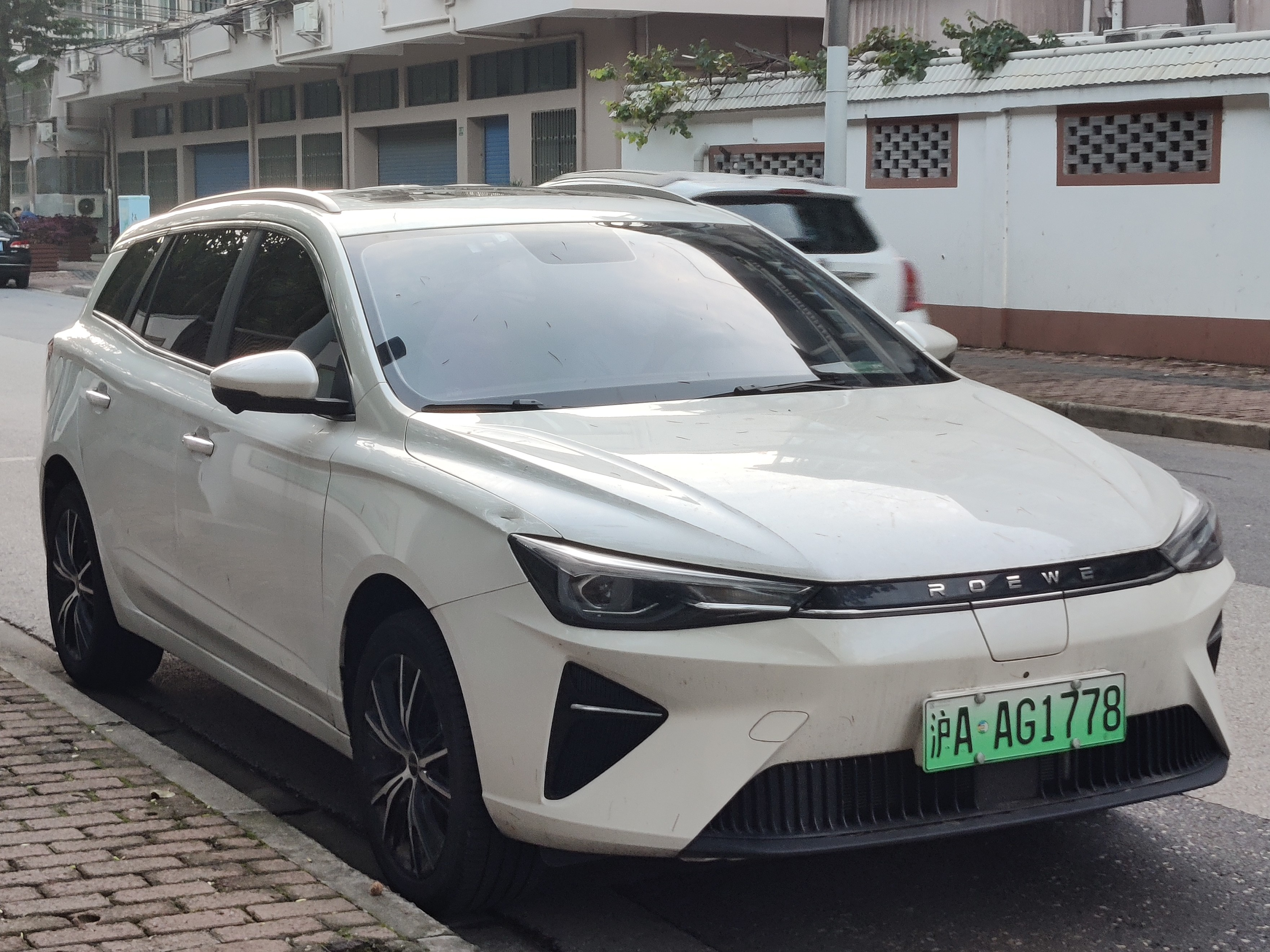
로위 Ei5
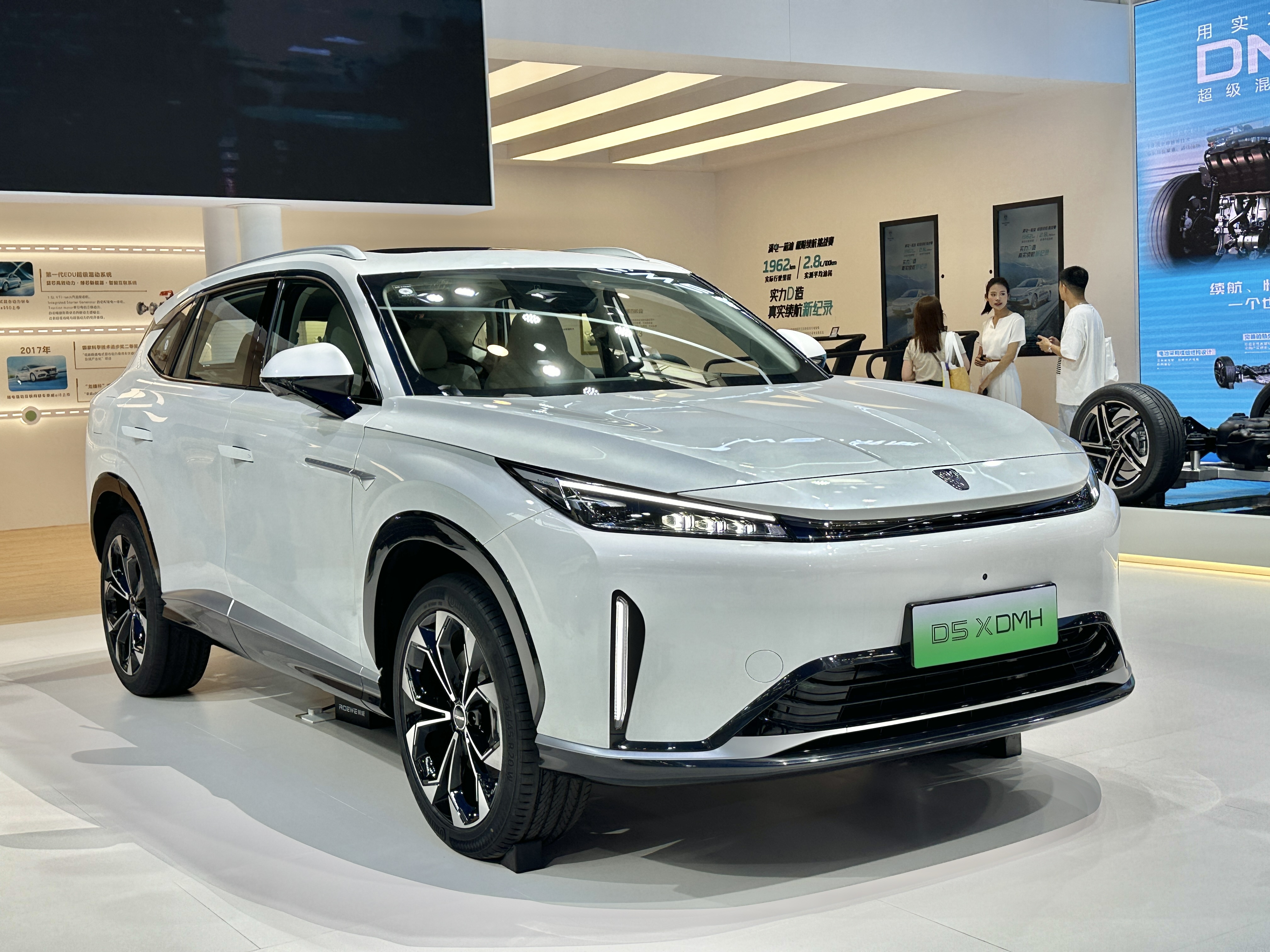
로위 D5X
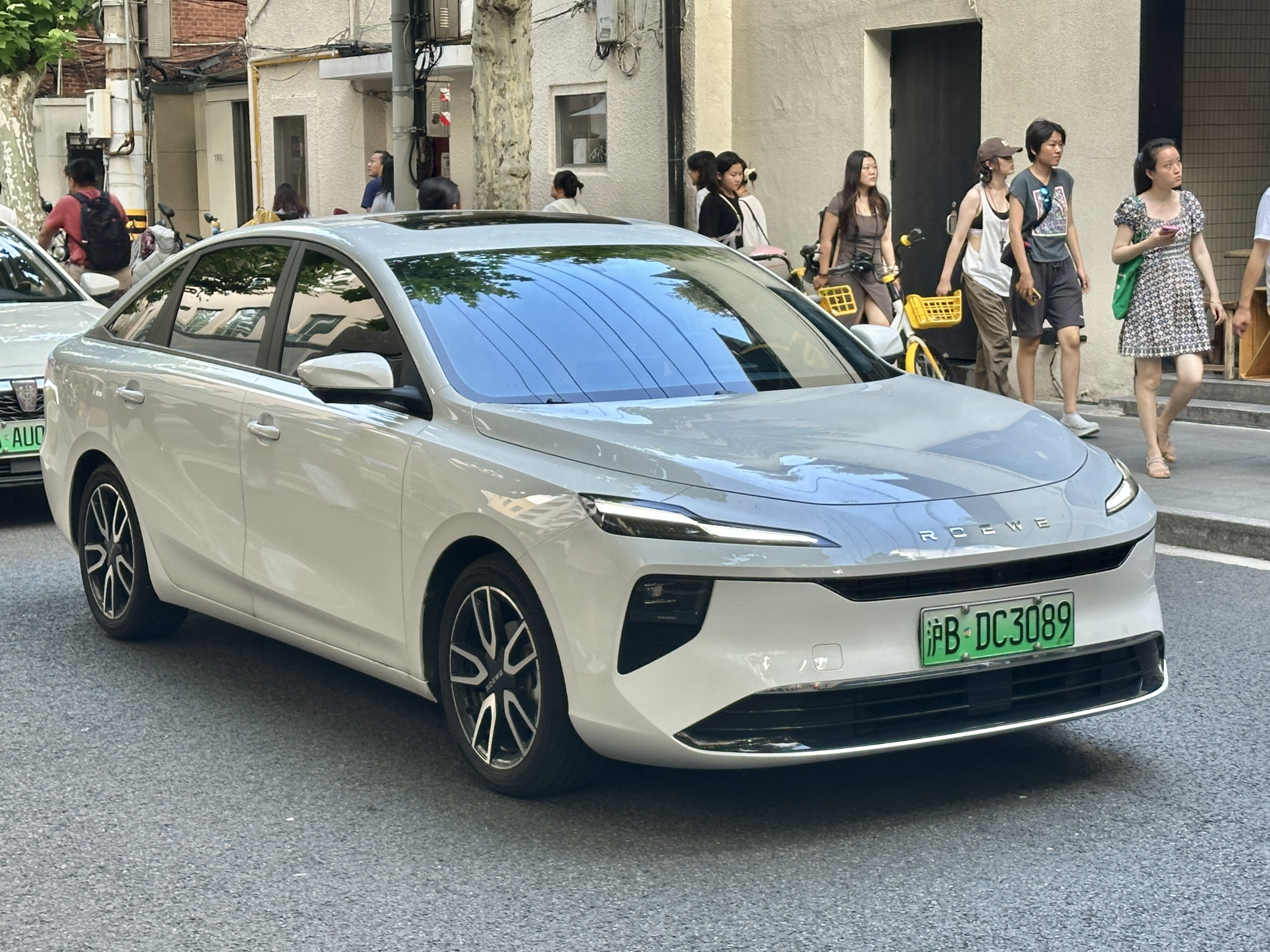
로위 D6
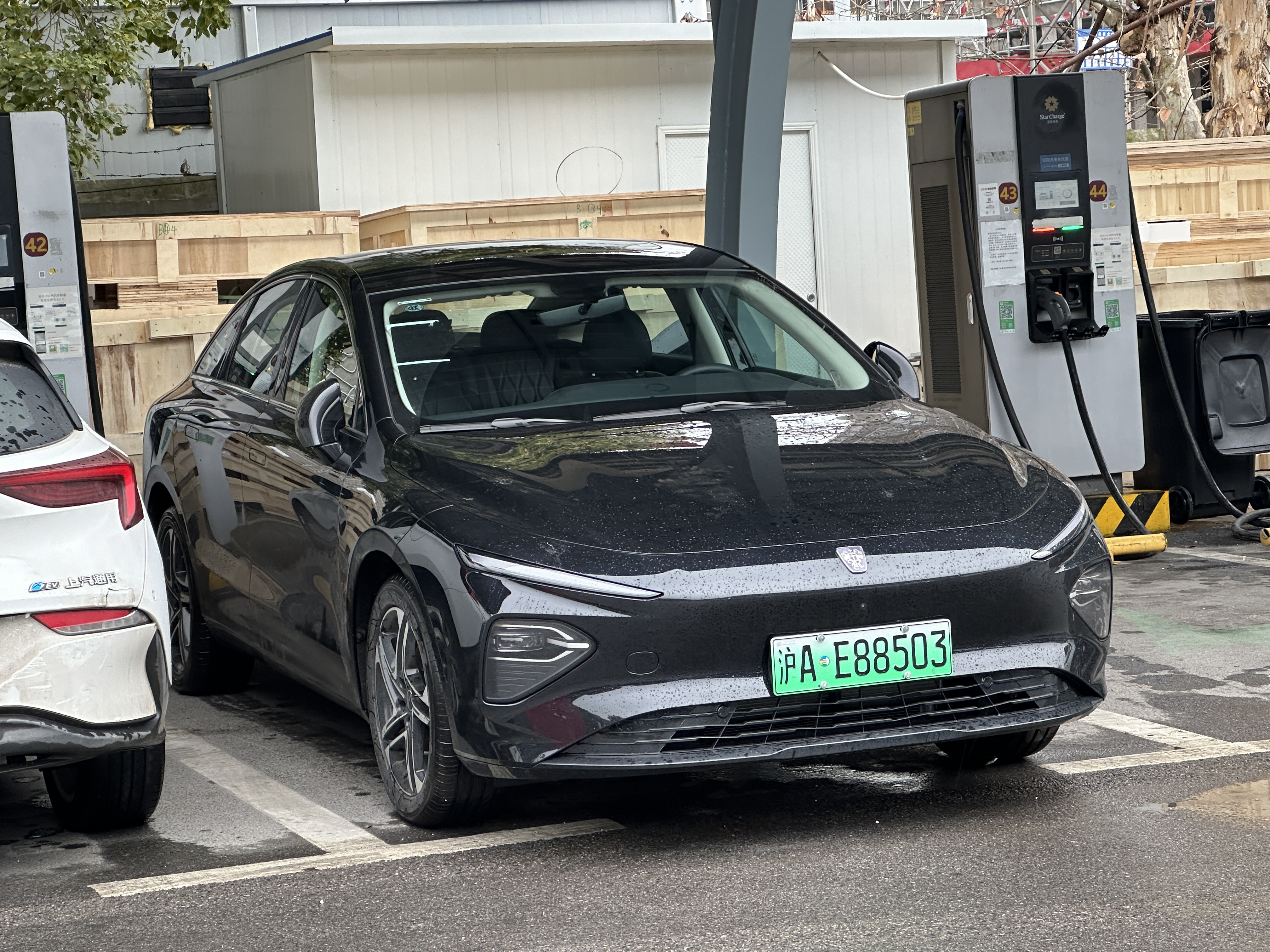
로위 D7
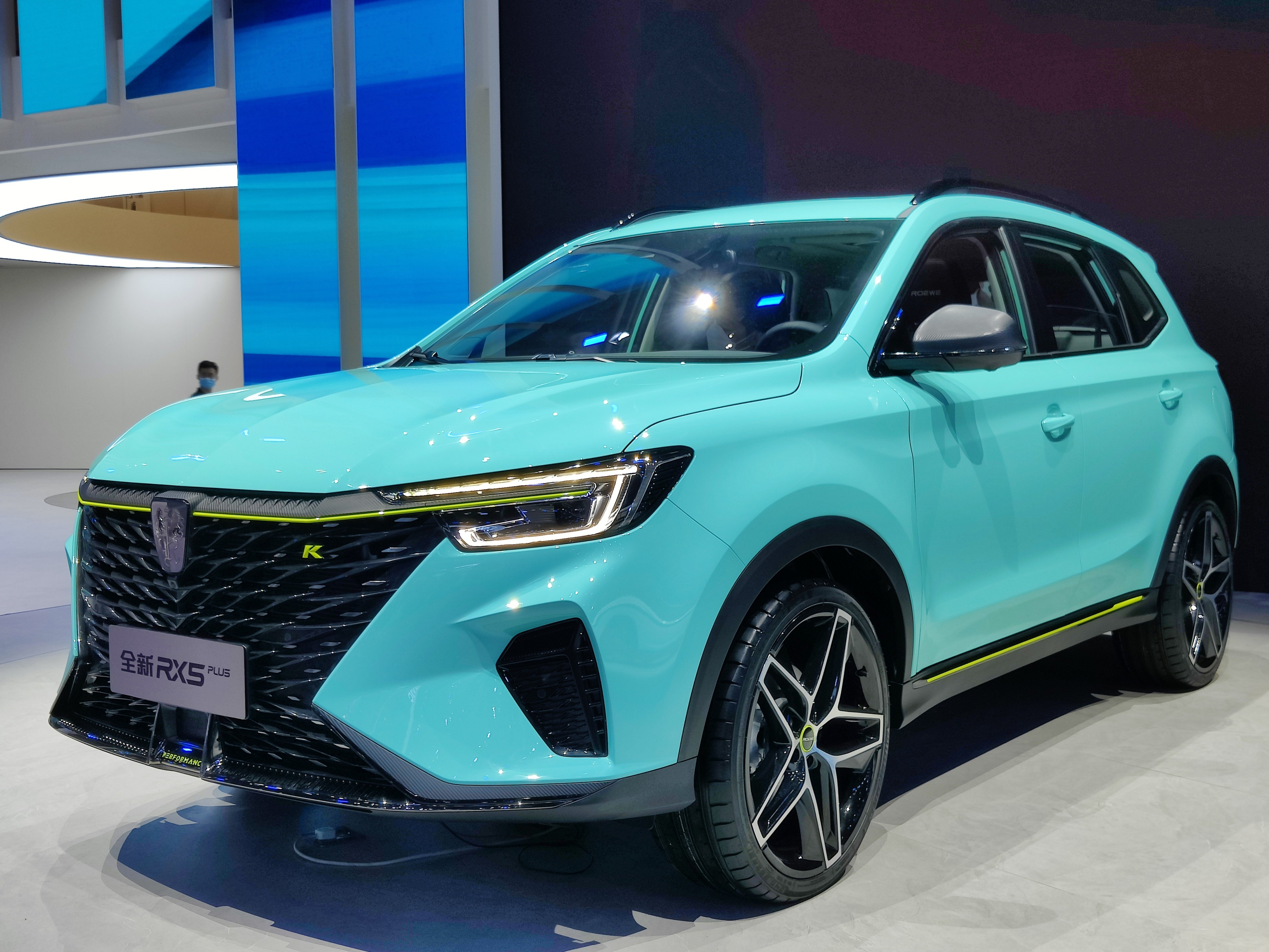
로위 RX5 플러스
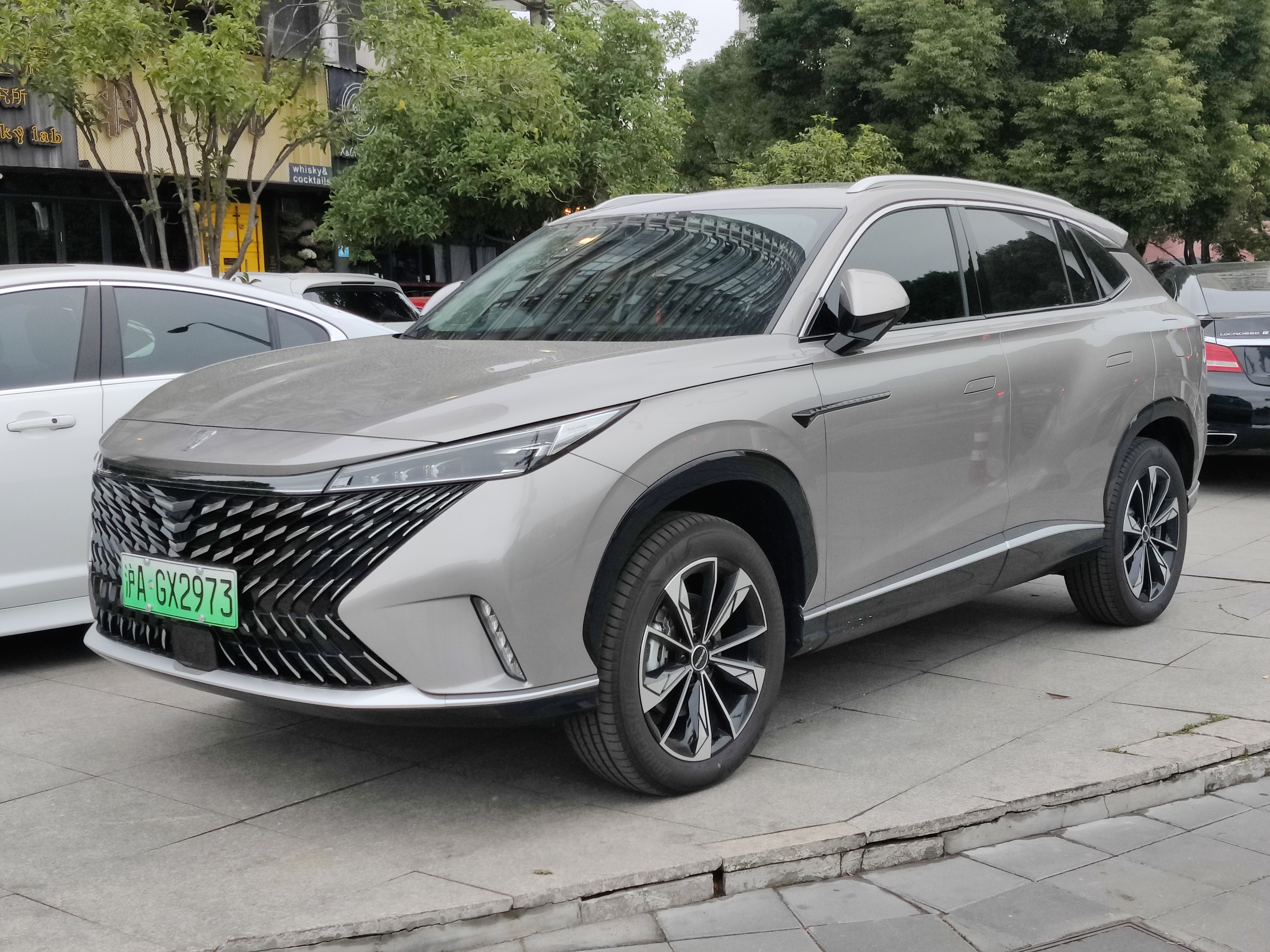
로위 RX5
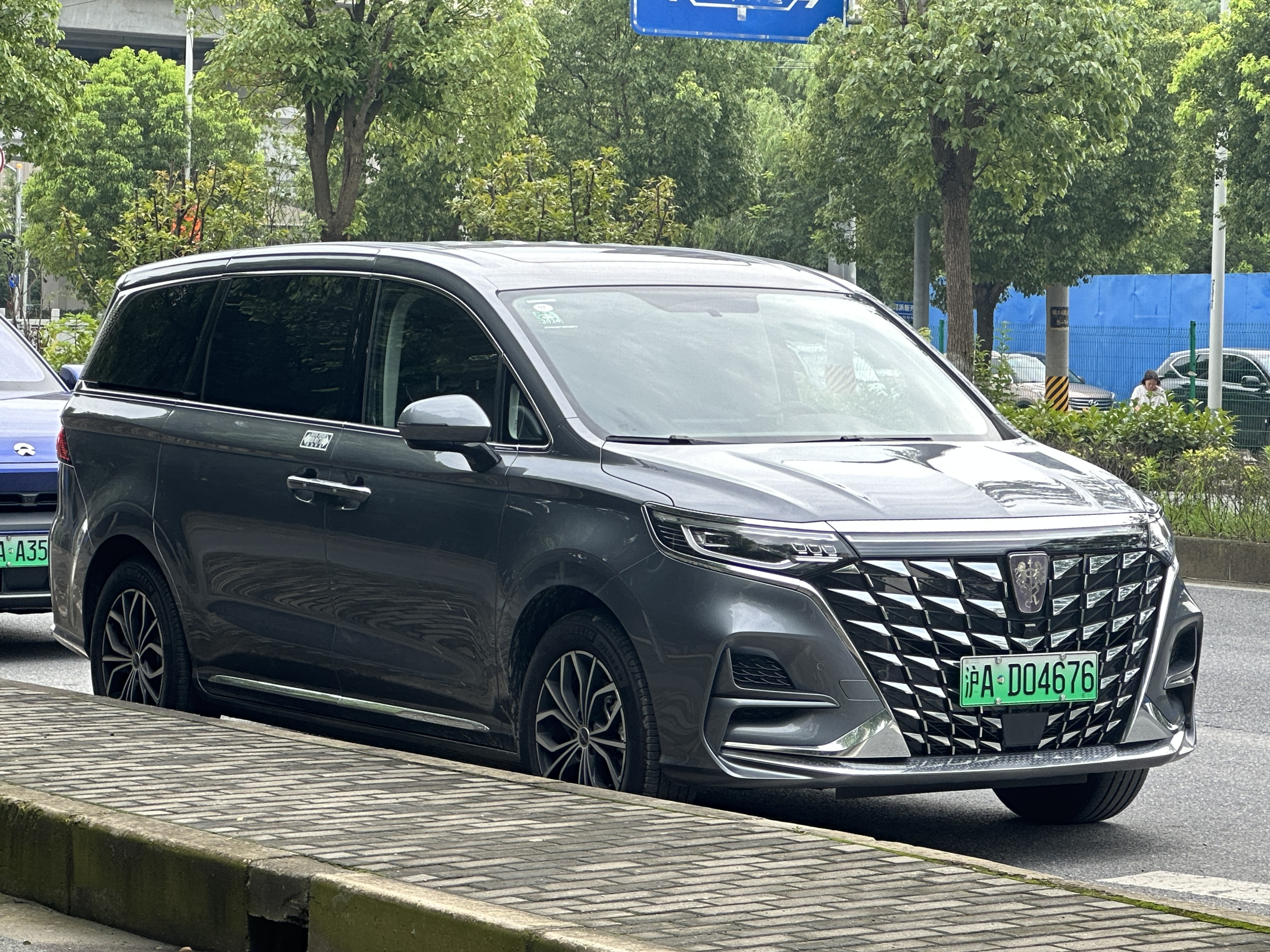
로위 iMAX8

### 라이징 오토
라이징 오토는 원래 2020년 "R 브랜드"였다. 상하이 자동차의 전기차 브랜드인 로위의 파생 브랜드였다. 2021년부터 독립 브랜드로 운영되었으나 2024년에 로위로 다시 통합되었다. 현재 로위의 프리미엄 제품 라인으로 자리매김하고 있다.

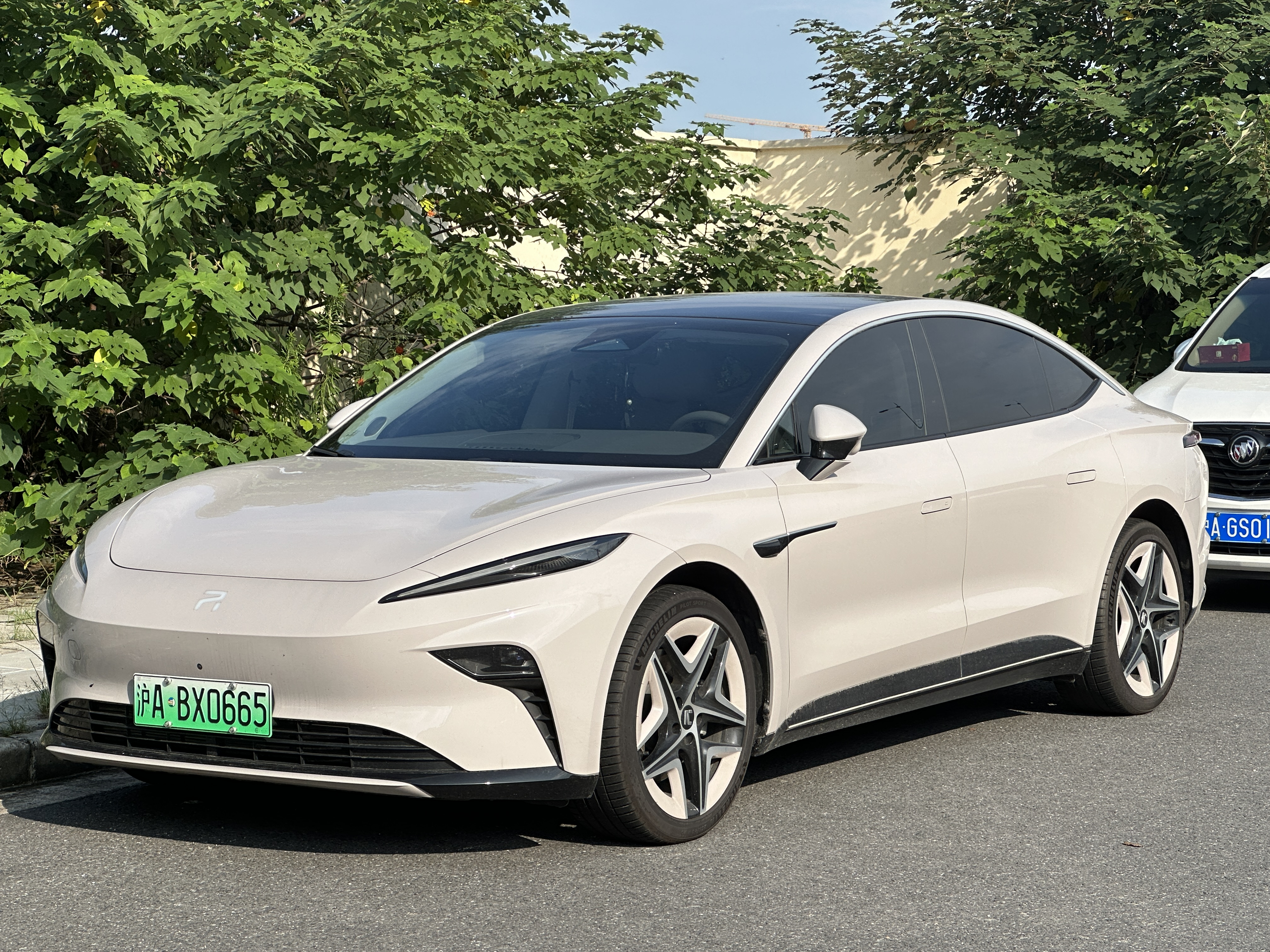
라이징 오토 F7
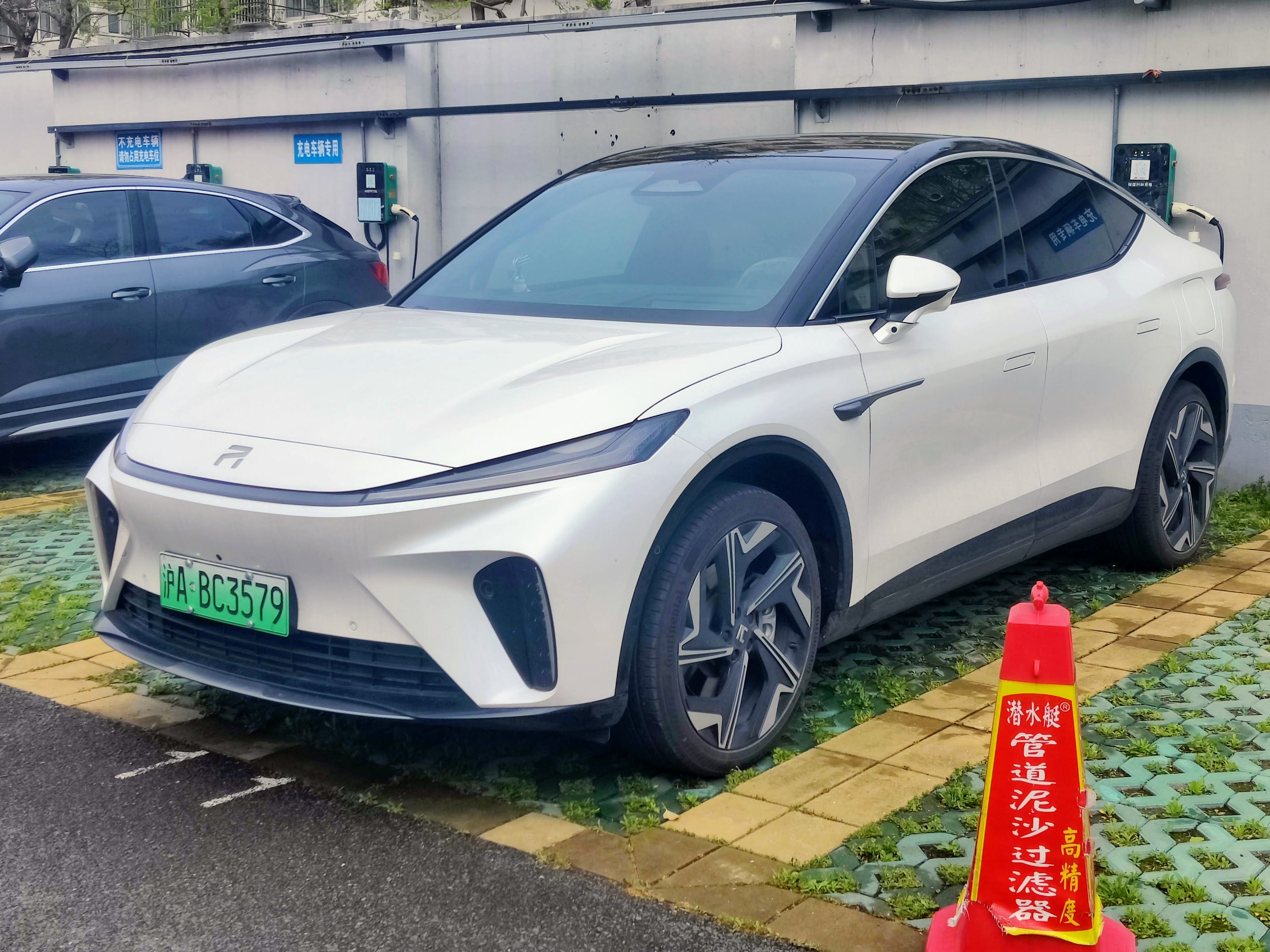
라이징 오토 R7

### 과거 생산 차종

#### 승용차
- 로위 클레버 (2020년~2024년): 시티카
- 로위 E50 (2013년~2016년): 시티카
- 로위 i6 (2017년~2020년): 소형 세단
  - 로위 ei6 (2017년~2020년): i6의 EV 변형
- 로위 i6 맥스 (2020년~2024년): 소형 세단
  - 로위 ei6 맥스 (2020년~2024년): ei6의 EV 변형
- 로위 950/ e950 (2012년~2019년): 중형 세단
- 로위 850: 중형 세단
- 로위 750 (2006년~2016년): 중형 세단
- 로위 550/ e550 (2008년~2014년): 중형 세단
- 로위 360/360 플러스 (2015년~2018년): 소형 세단
- 로위 350 (2010년~2014년): 소형 세단

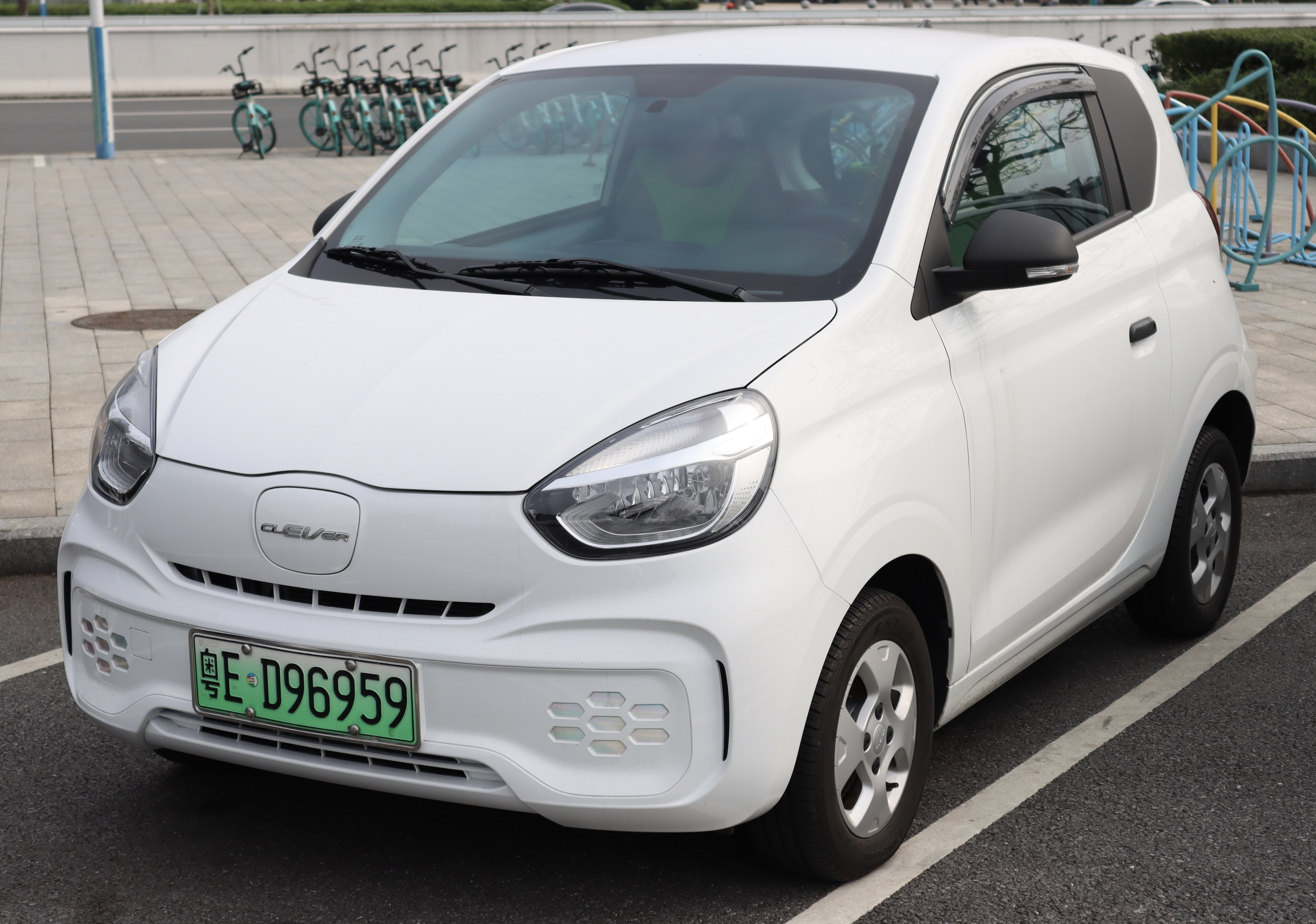
로위 클레버
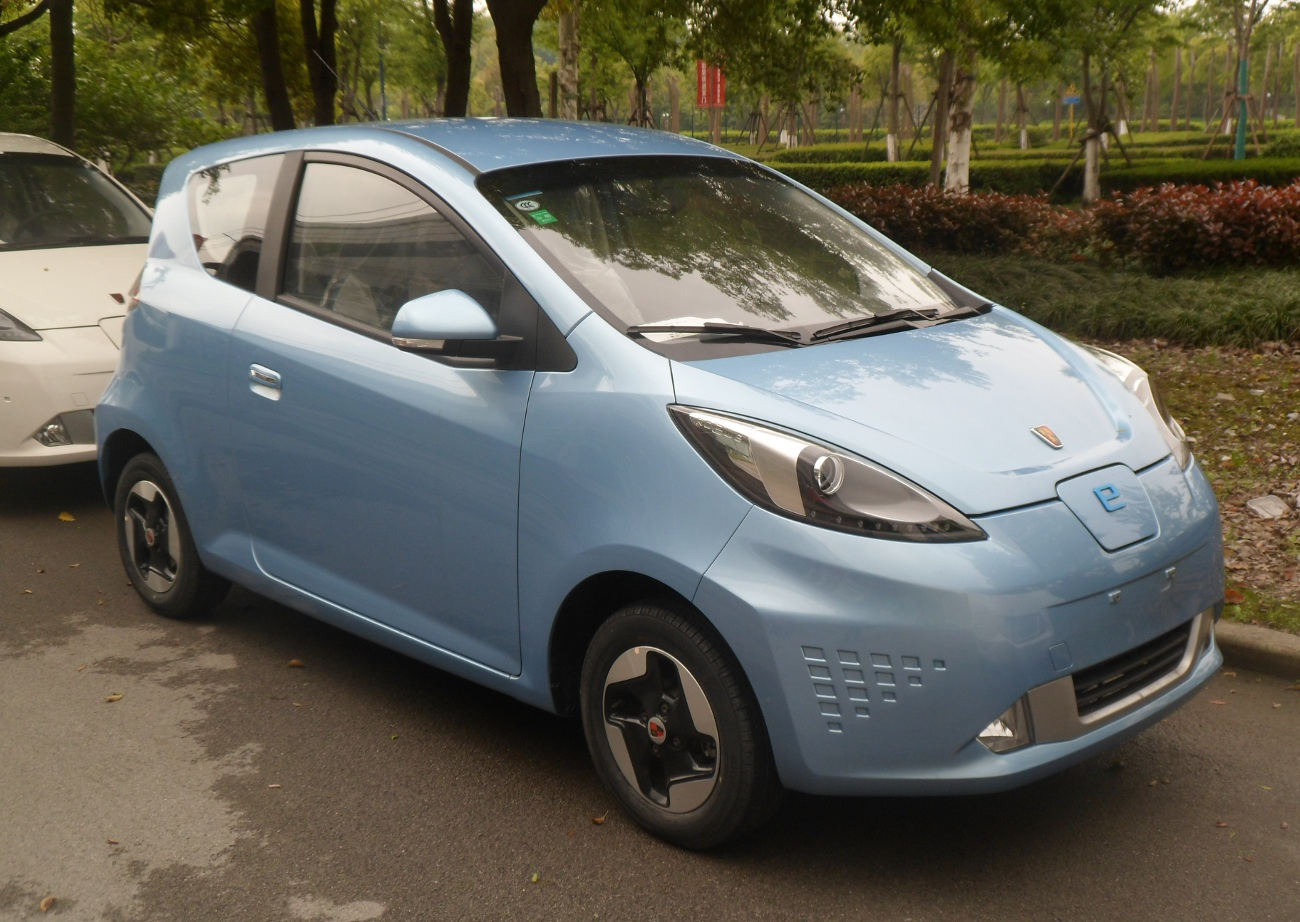
로위 E50
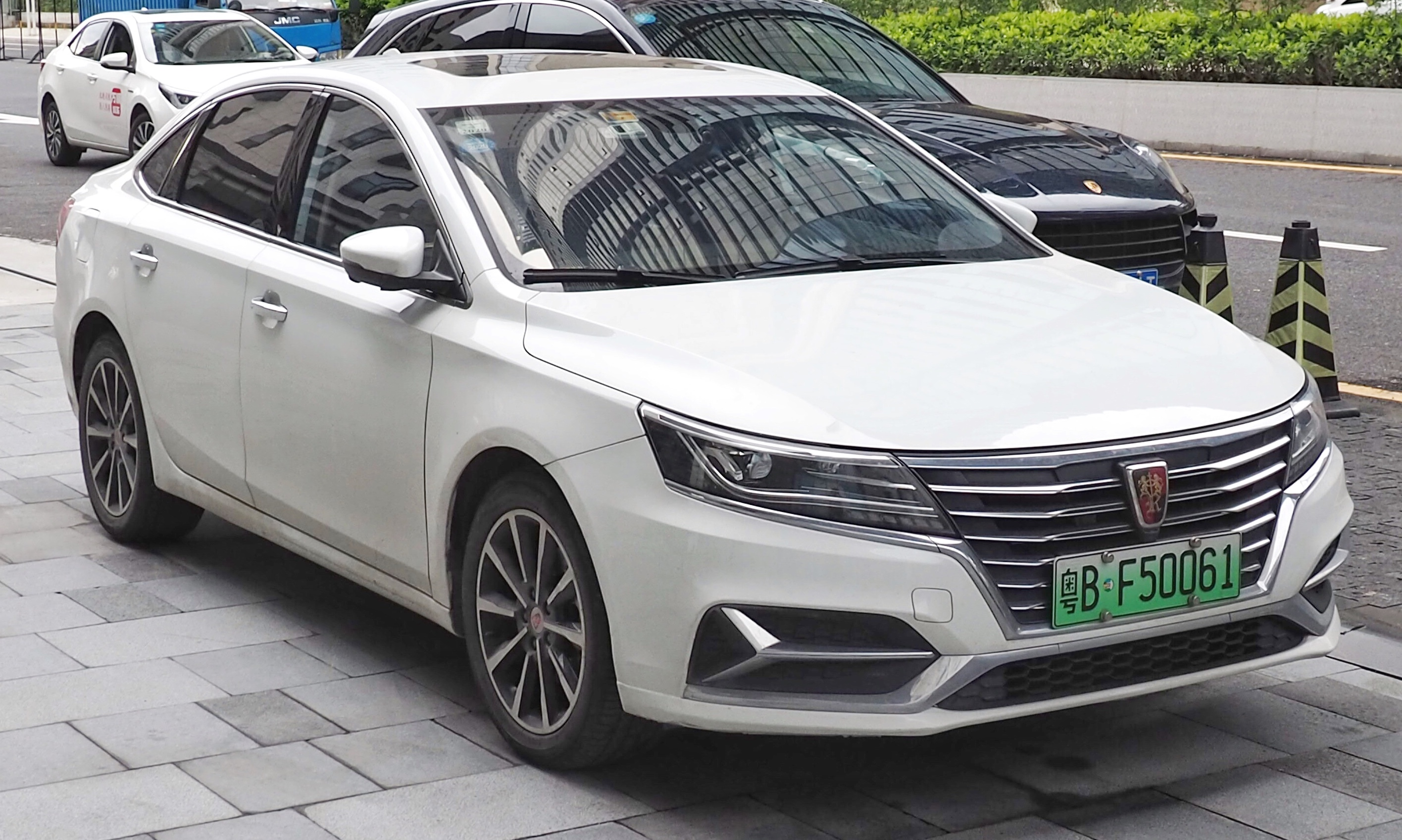
로위 i6
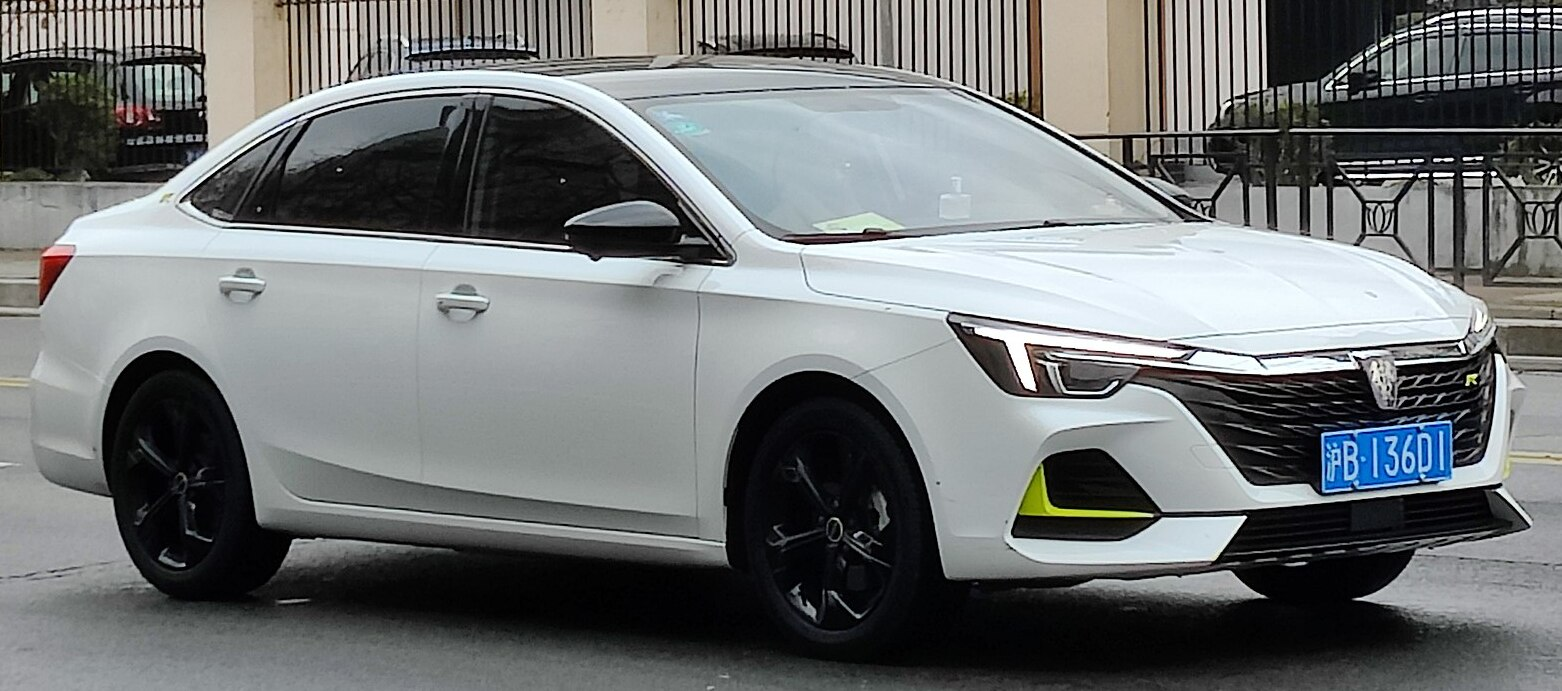
로위 i6 맥스
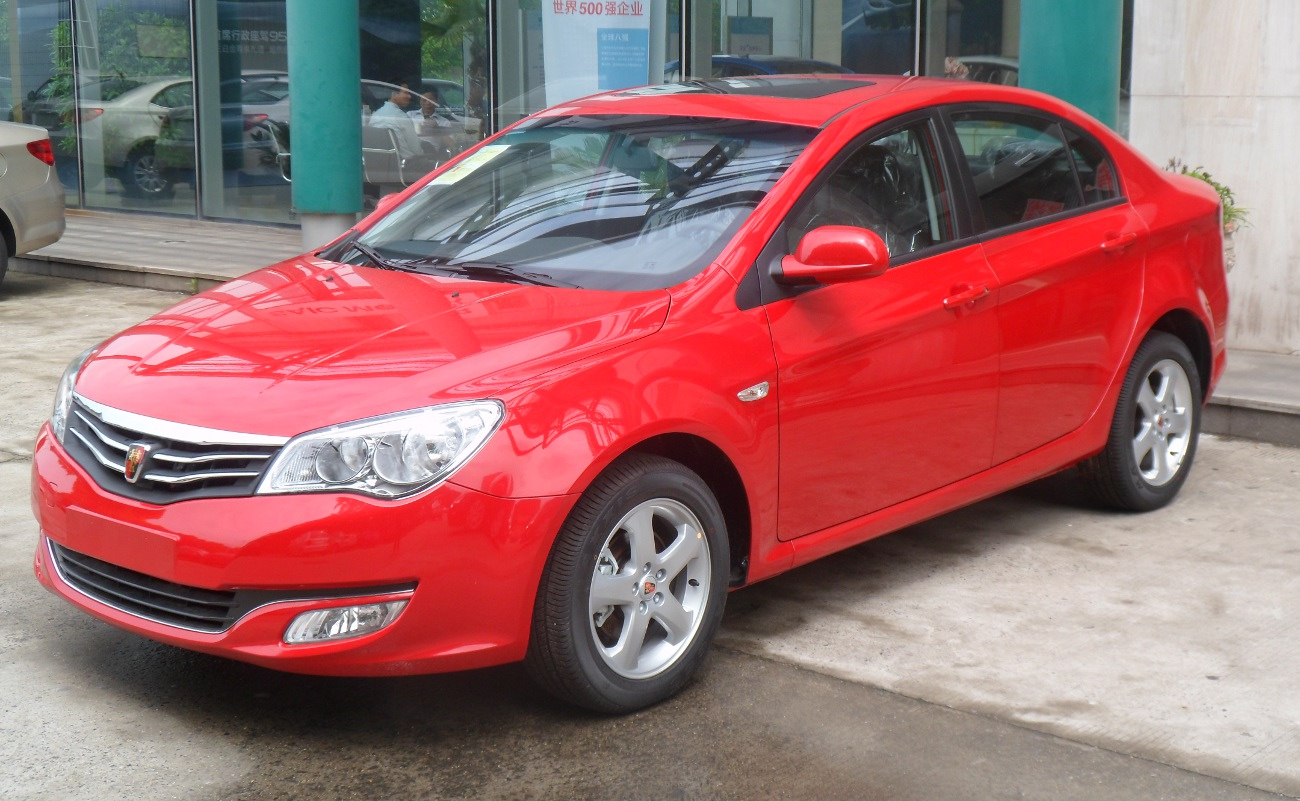
로위 350
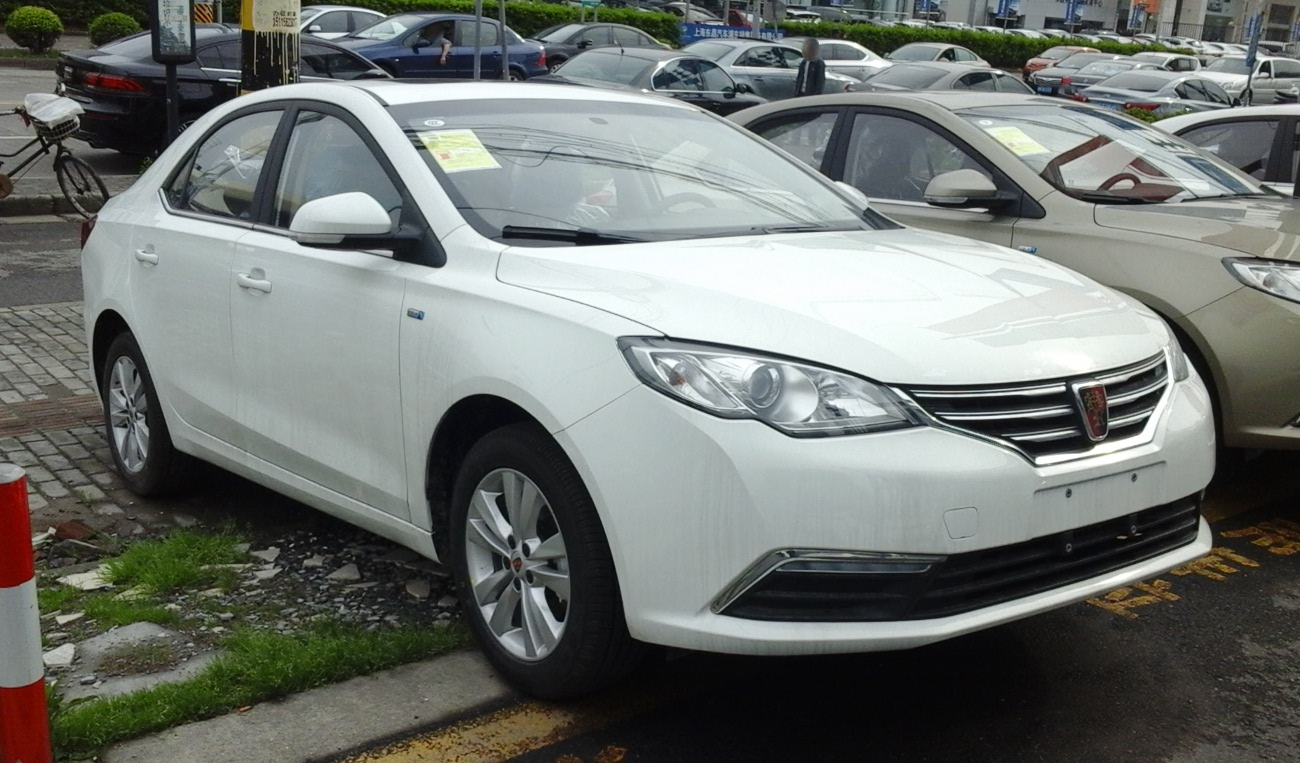
로위 360
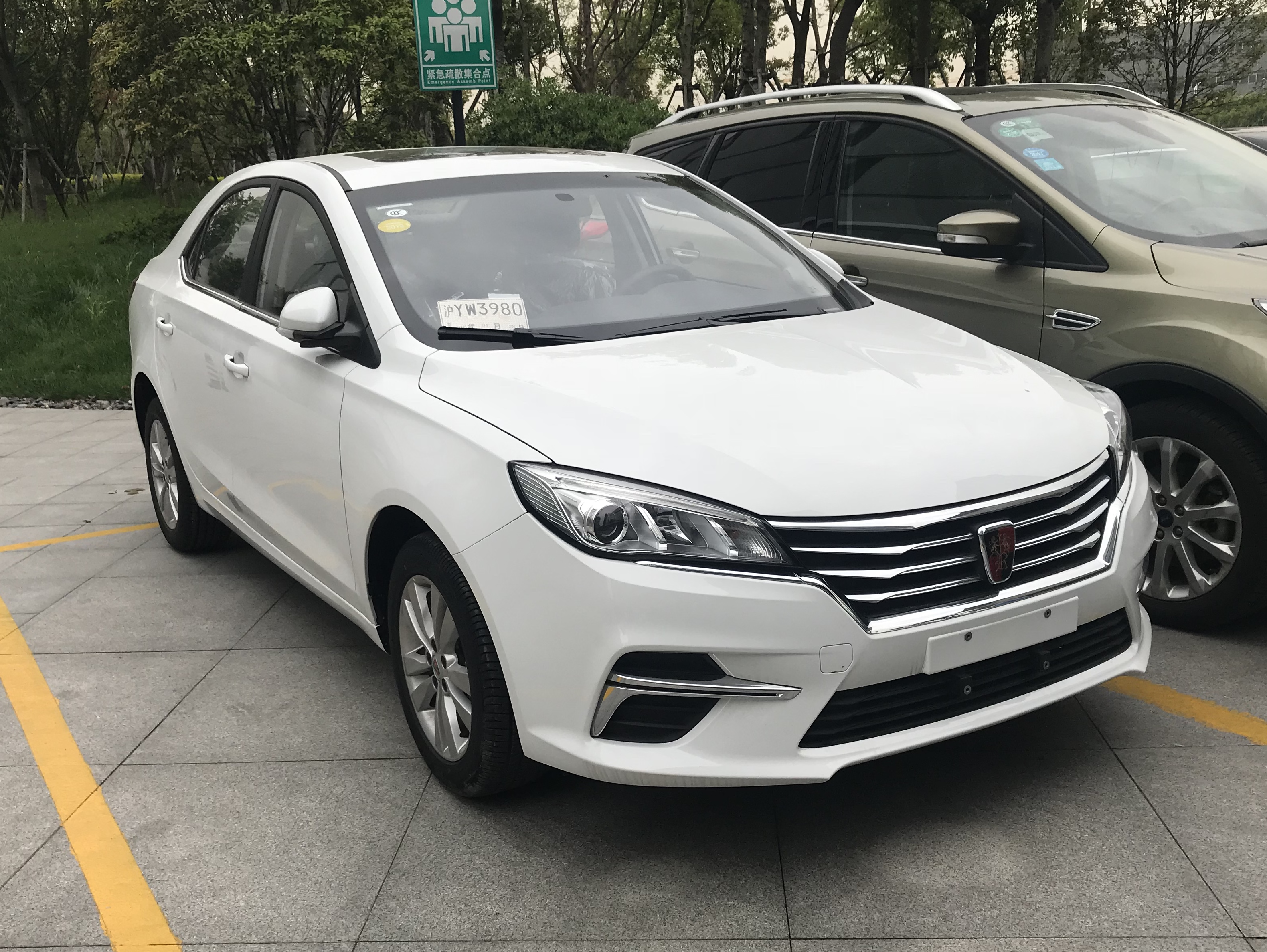
로위 360 플러스
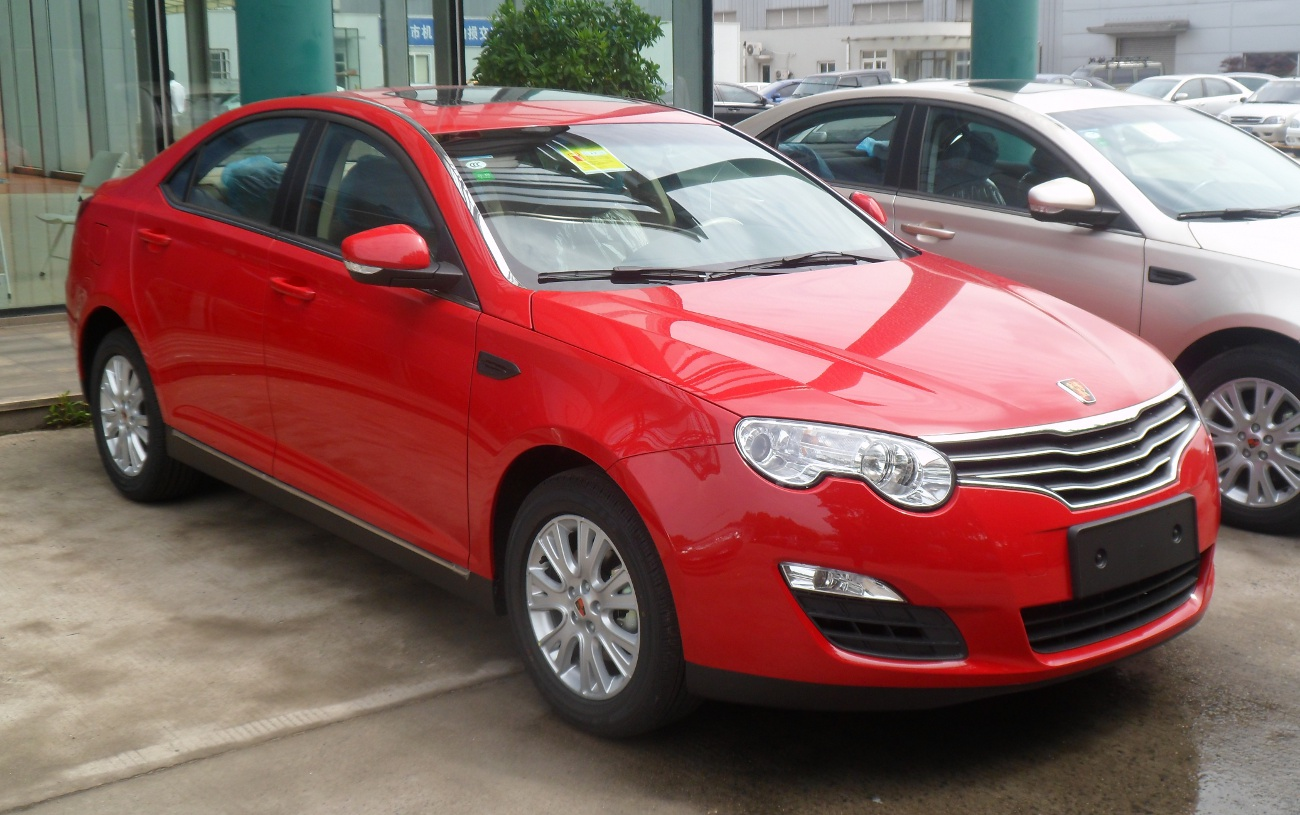
로위 550
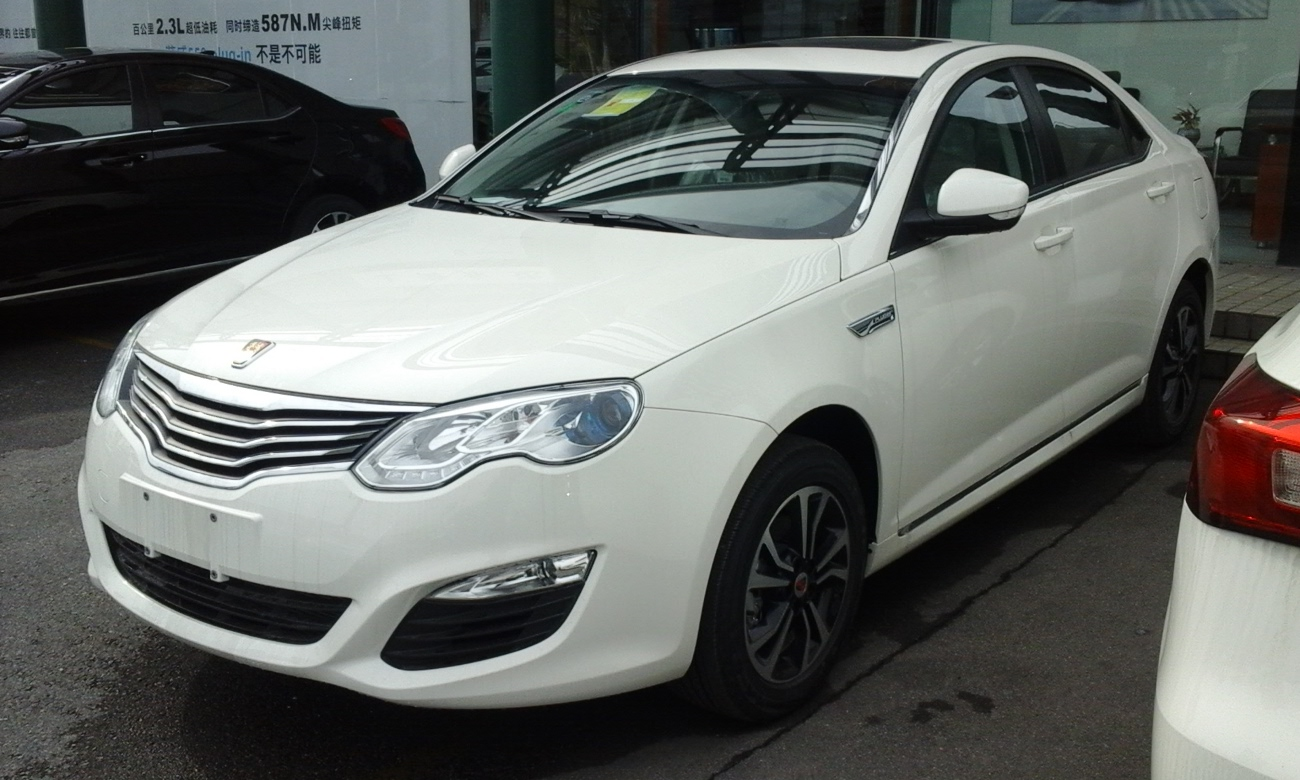
로위 e550
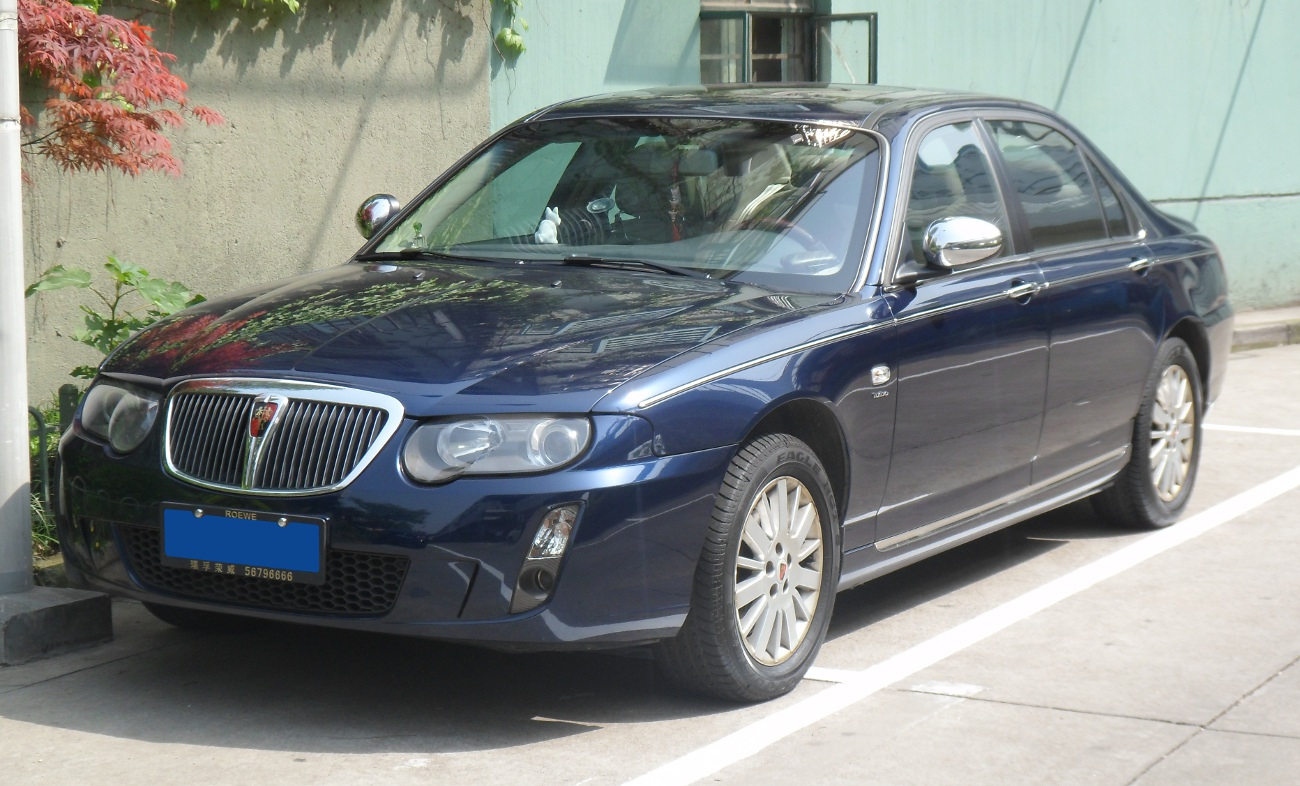
로위 750
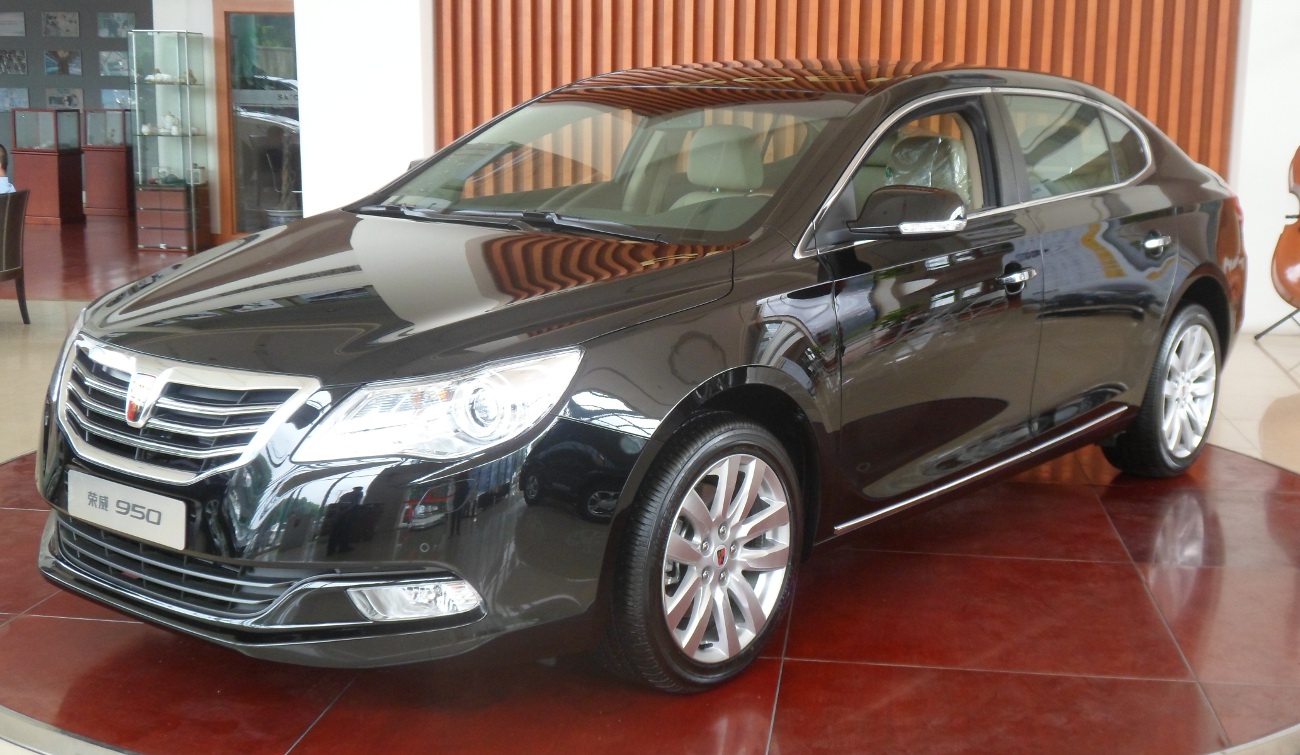
로위 950
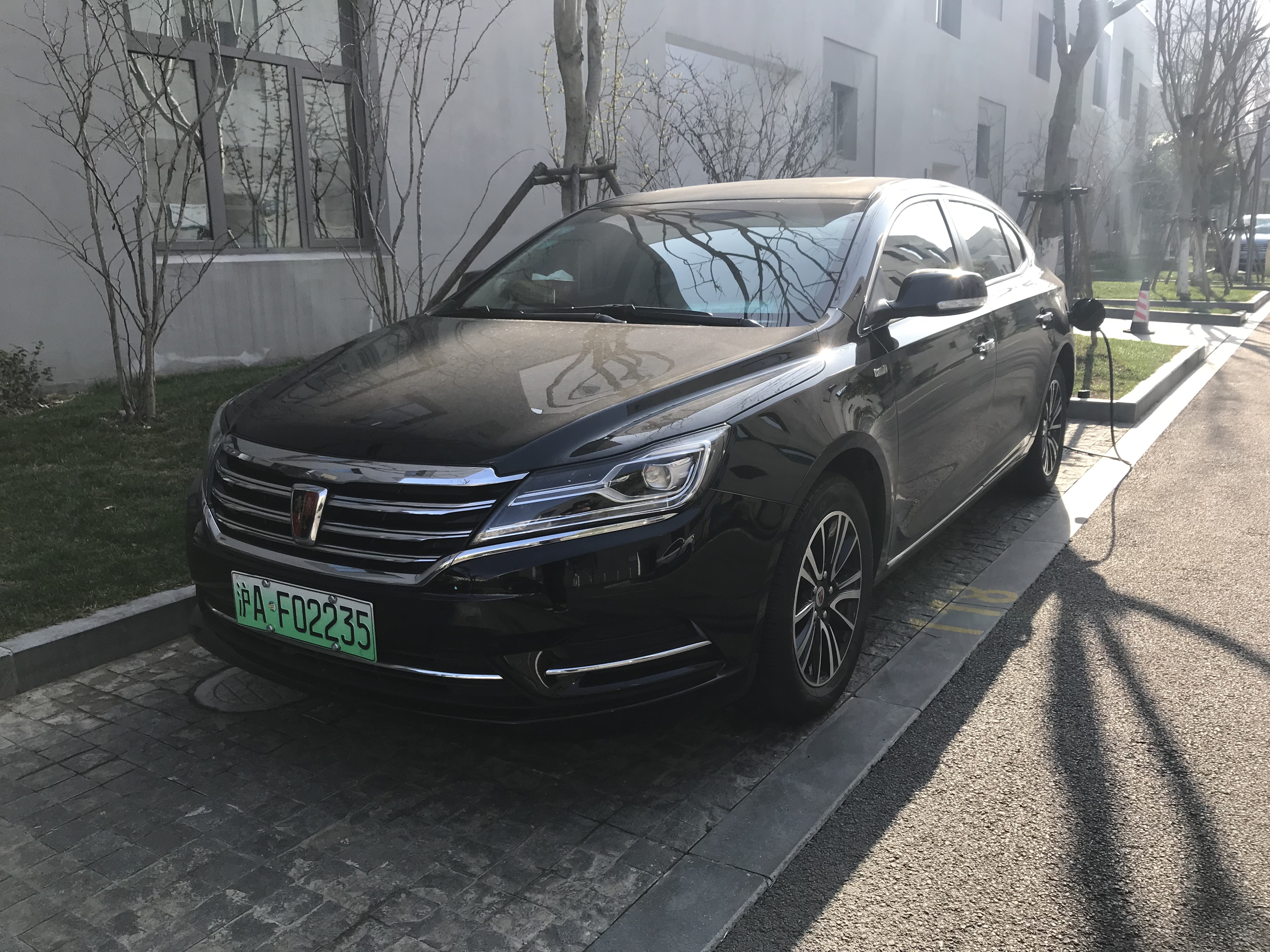
로위 e950

#### SUV
- 로위 W5 (2011년~2017년): 중형 SUV
- 로위 마블 X (2018년~2021년): 중형 SUV
- 로위 RX3 (2017년~2023년): 소형 SUV
- 로위 RX5 맥스/ RX5 e맥스 (2019년~2022년)
- 로위 RX8 (2018년~2023년): 중형 SUV
- 로위 RX9 (2023년~2025년): 중형 SUV
- 로위 징 (2022년~2023년): 소형 쿠페 SUV

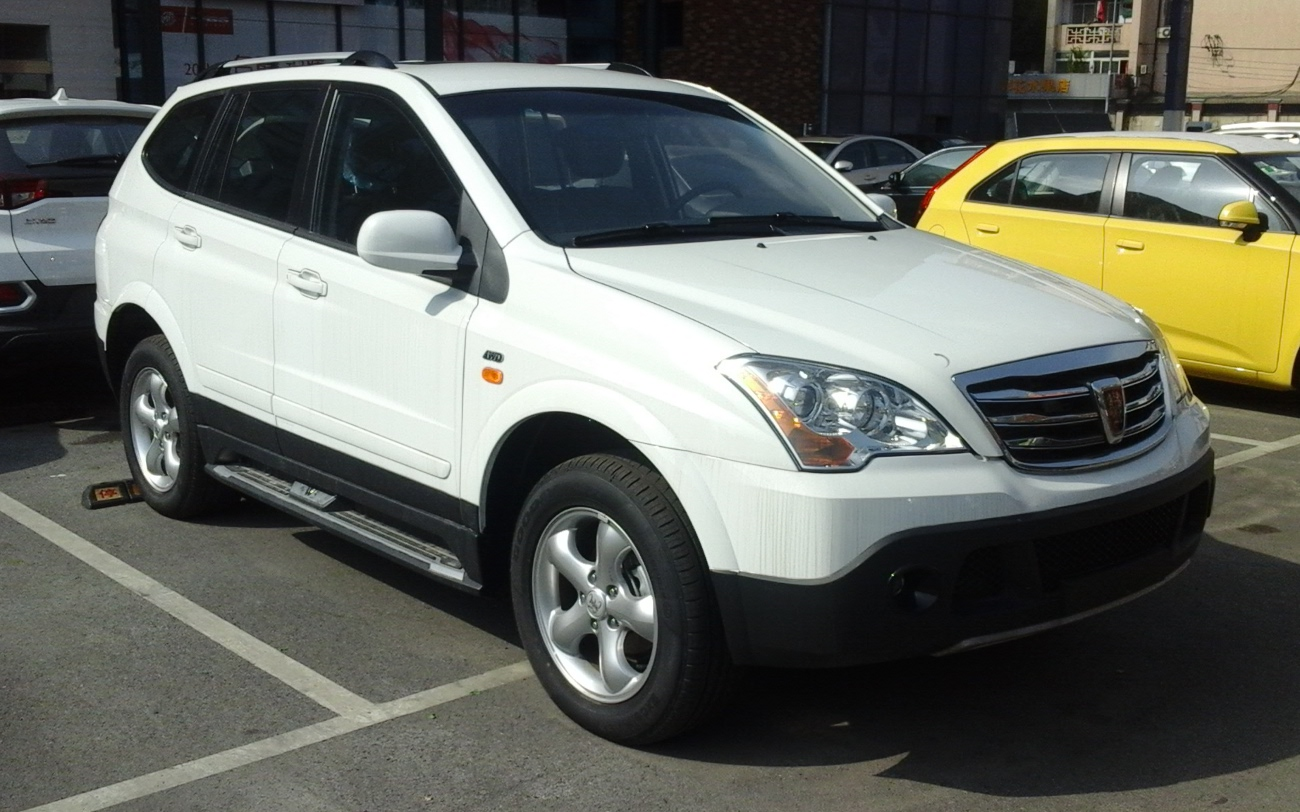
로위 W5
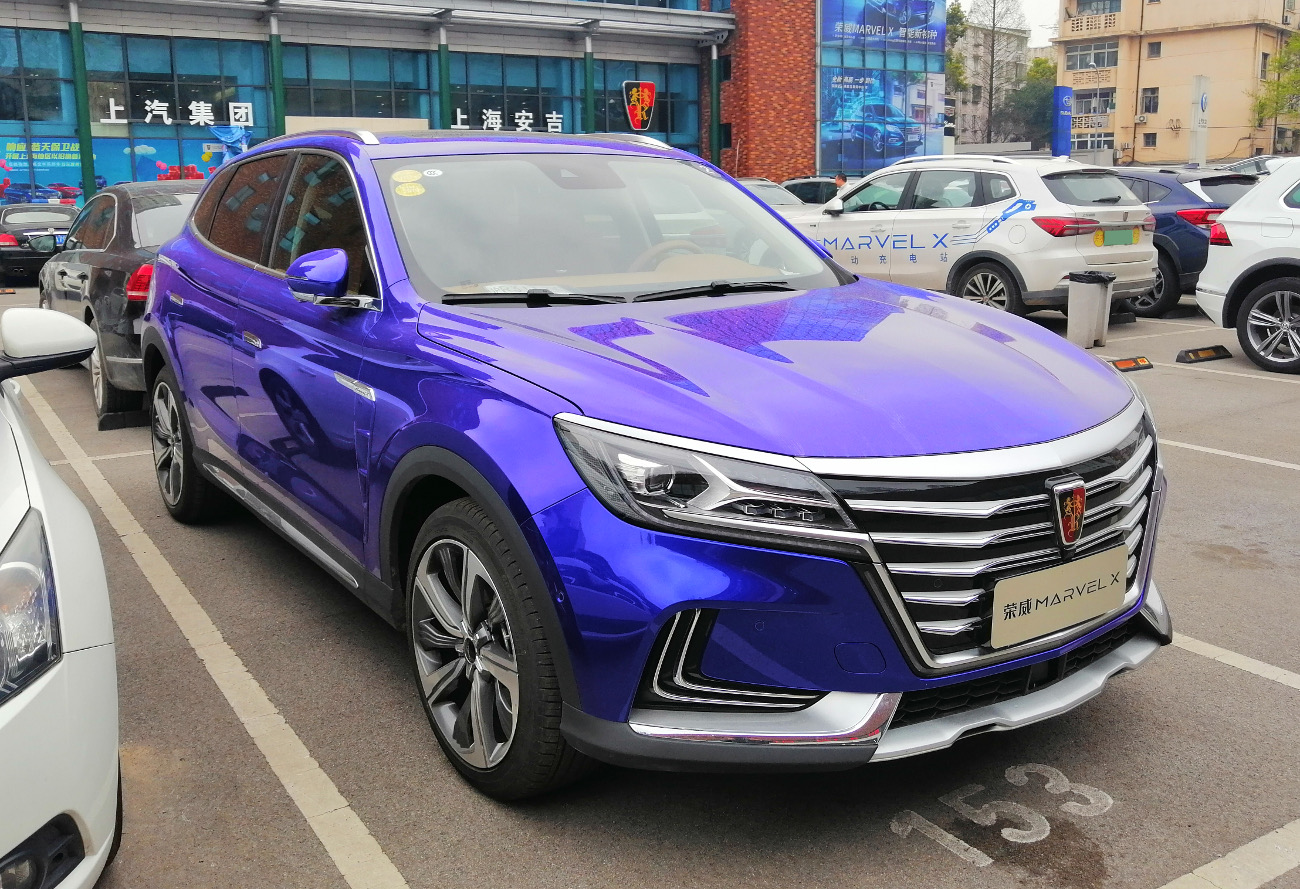
로위 마블 X
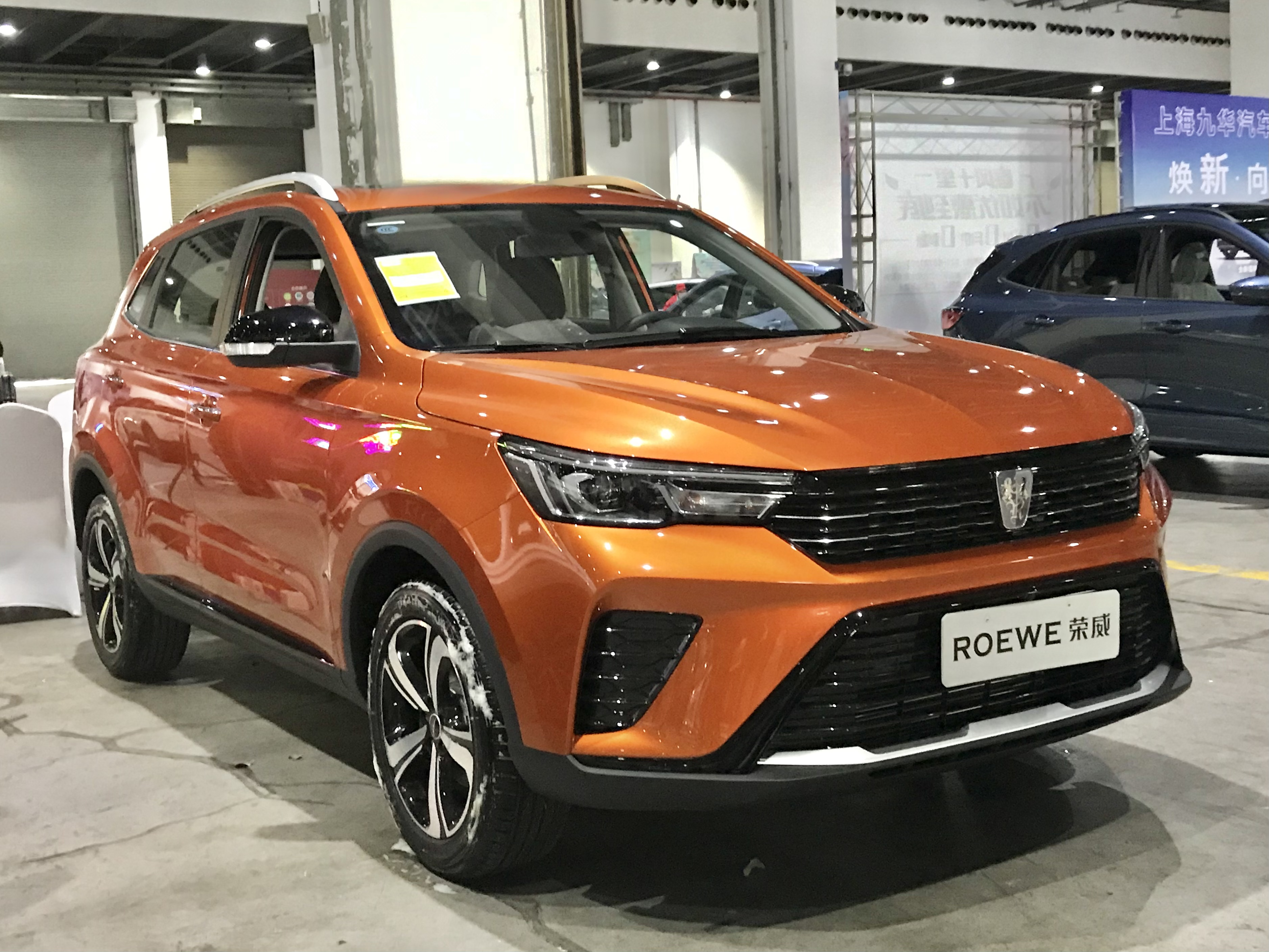
로위 RX3
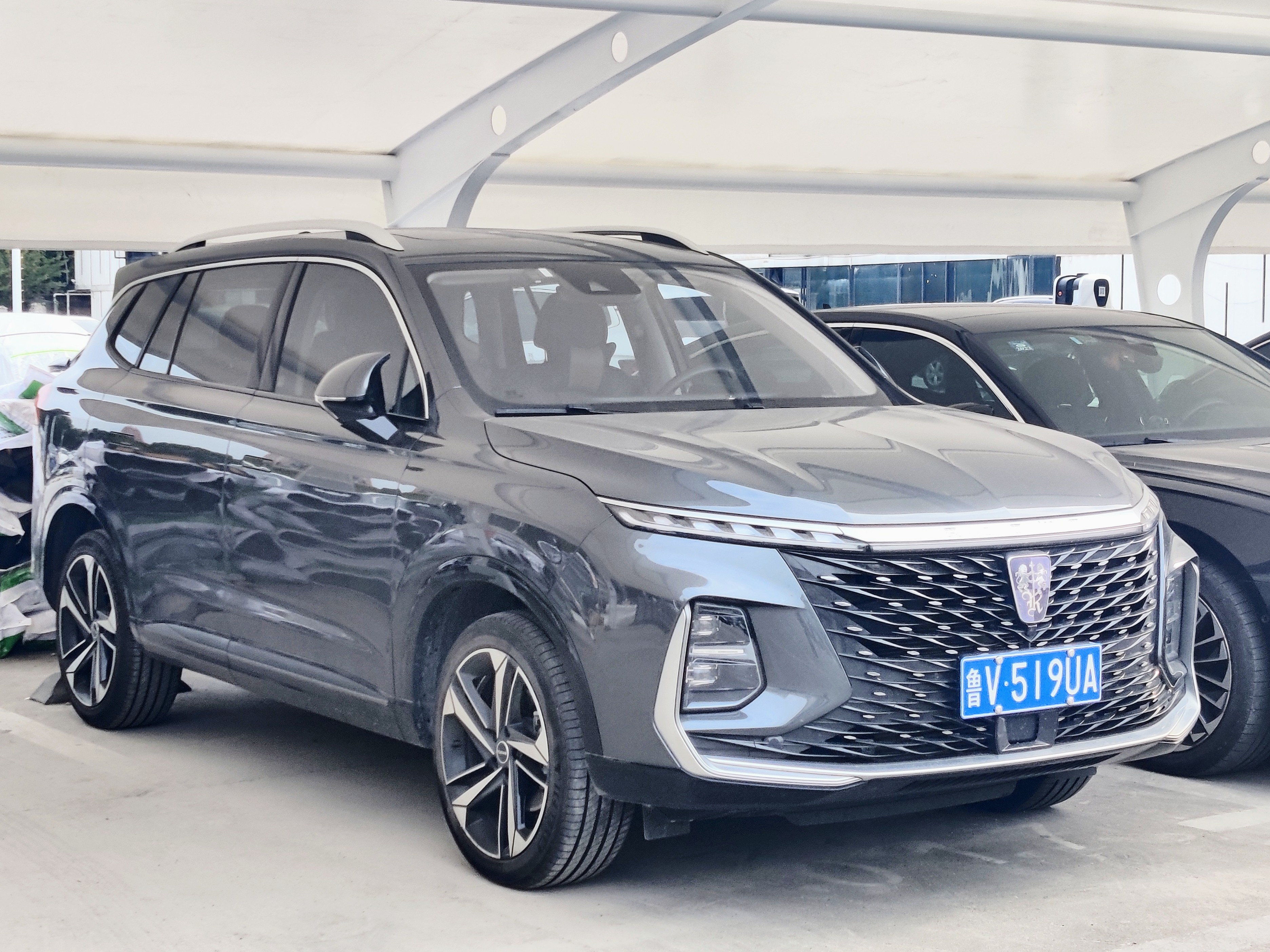
로위 RX5 맥스
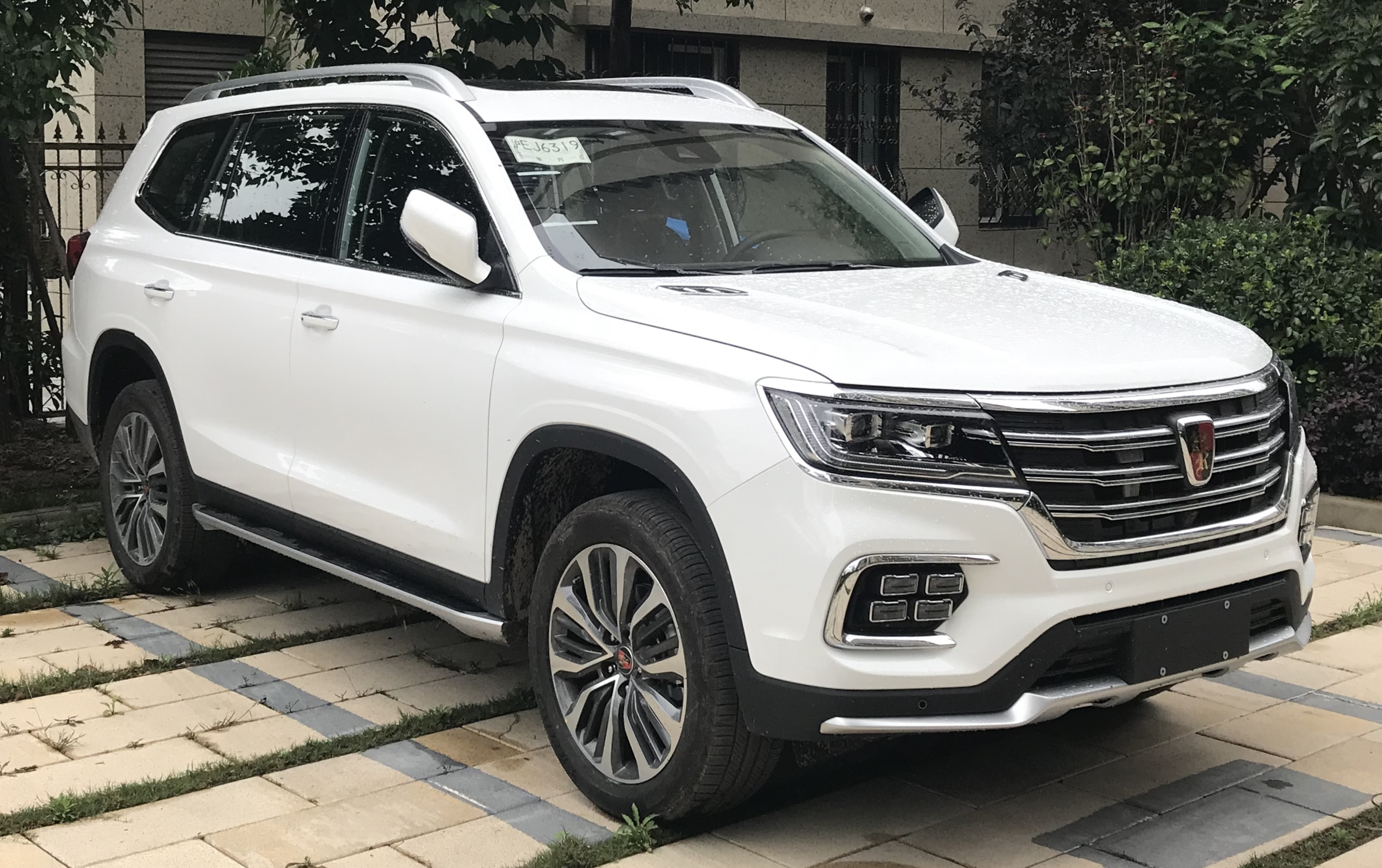
로위 RX8
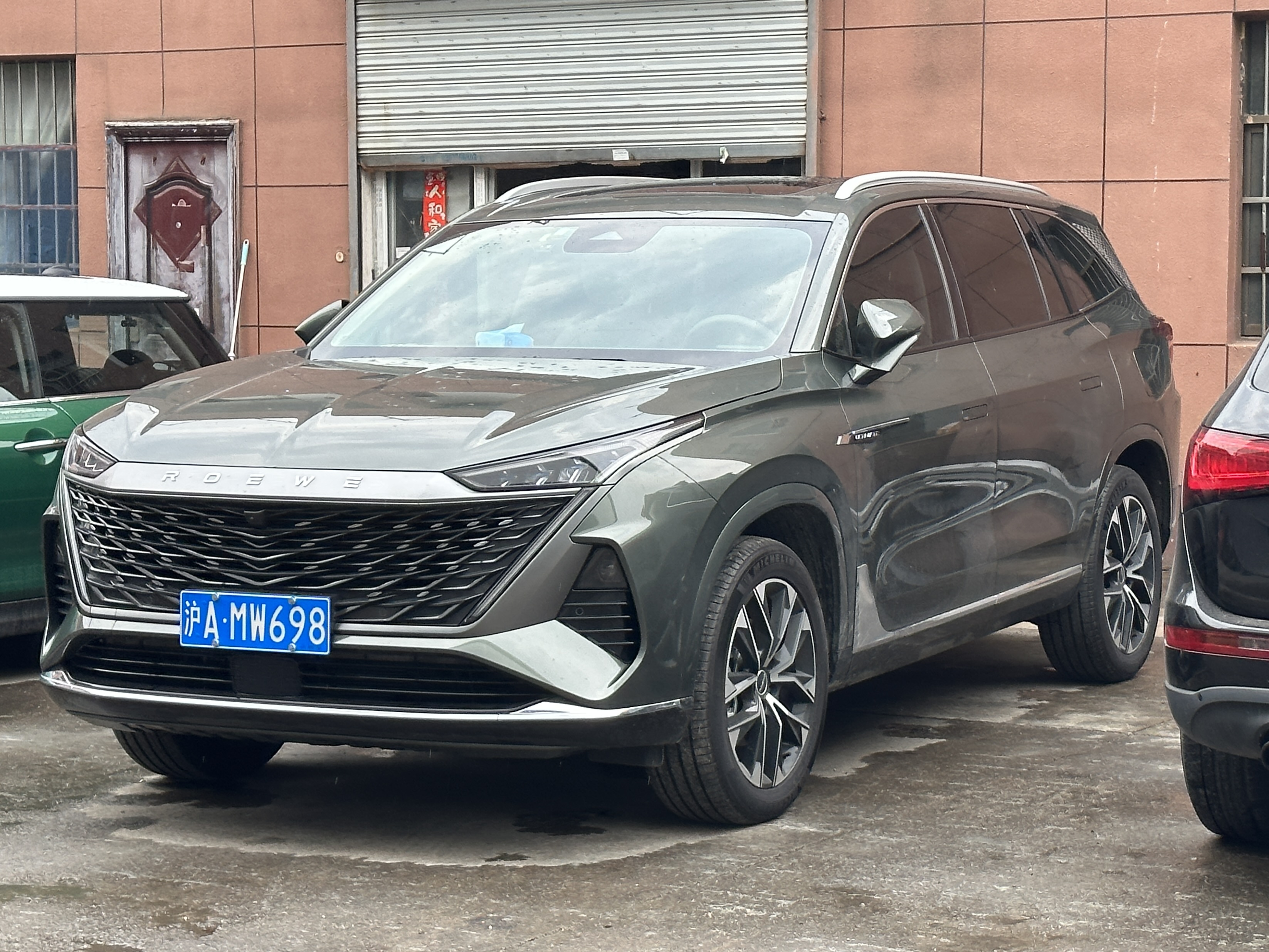
로위 RX9
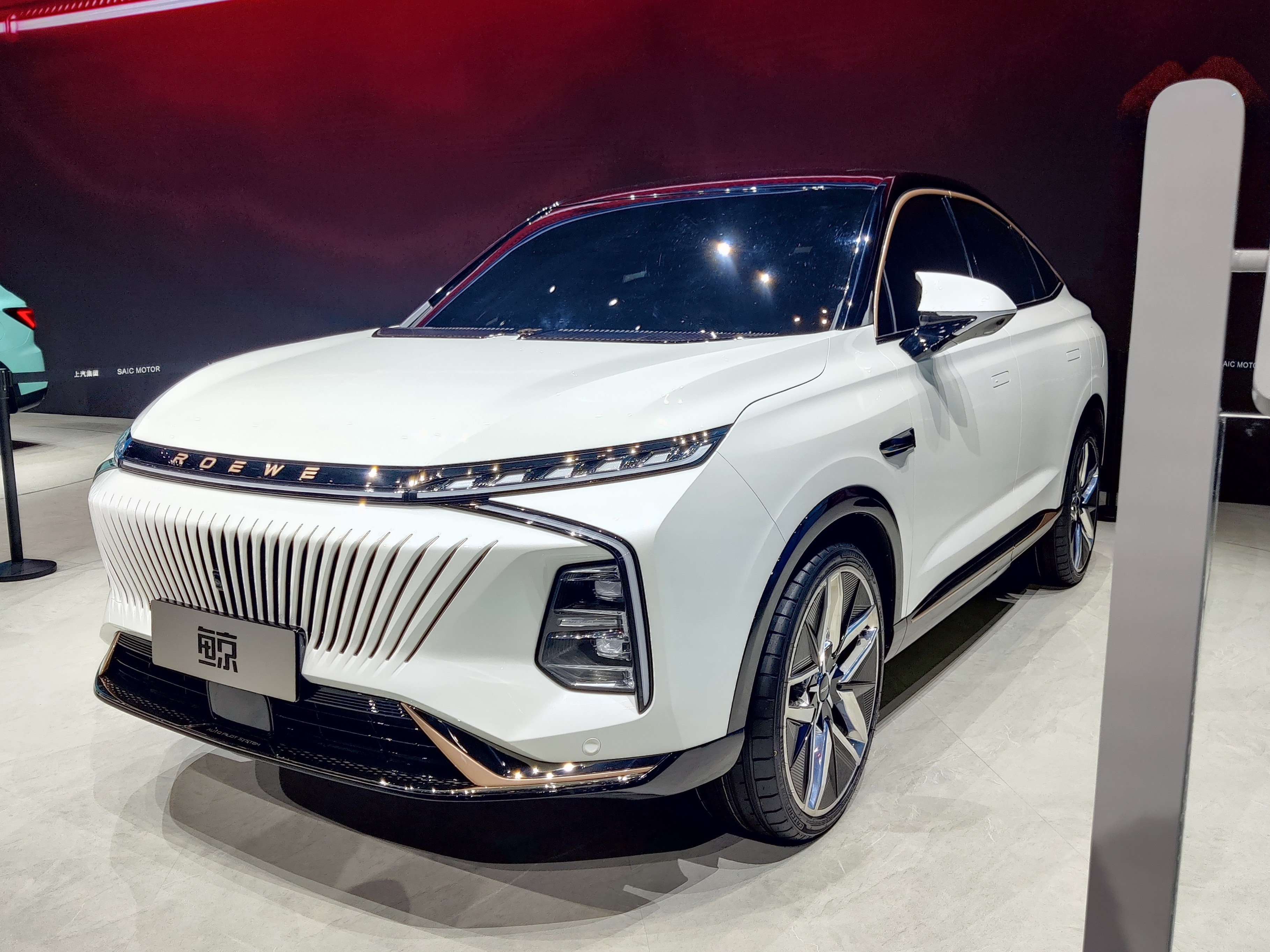
로위 징

### 컨셉트 카

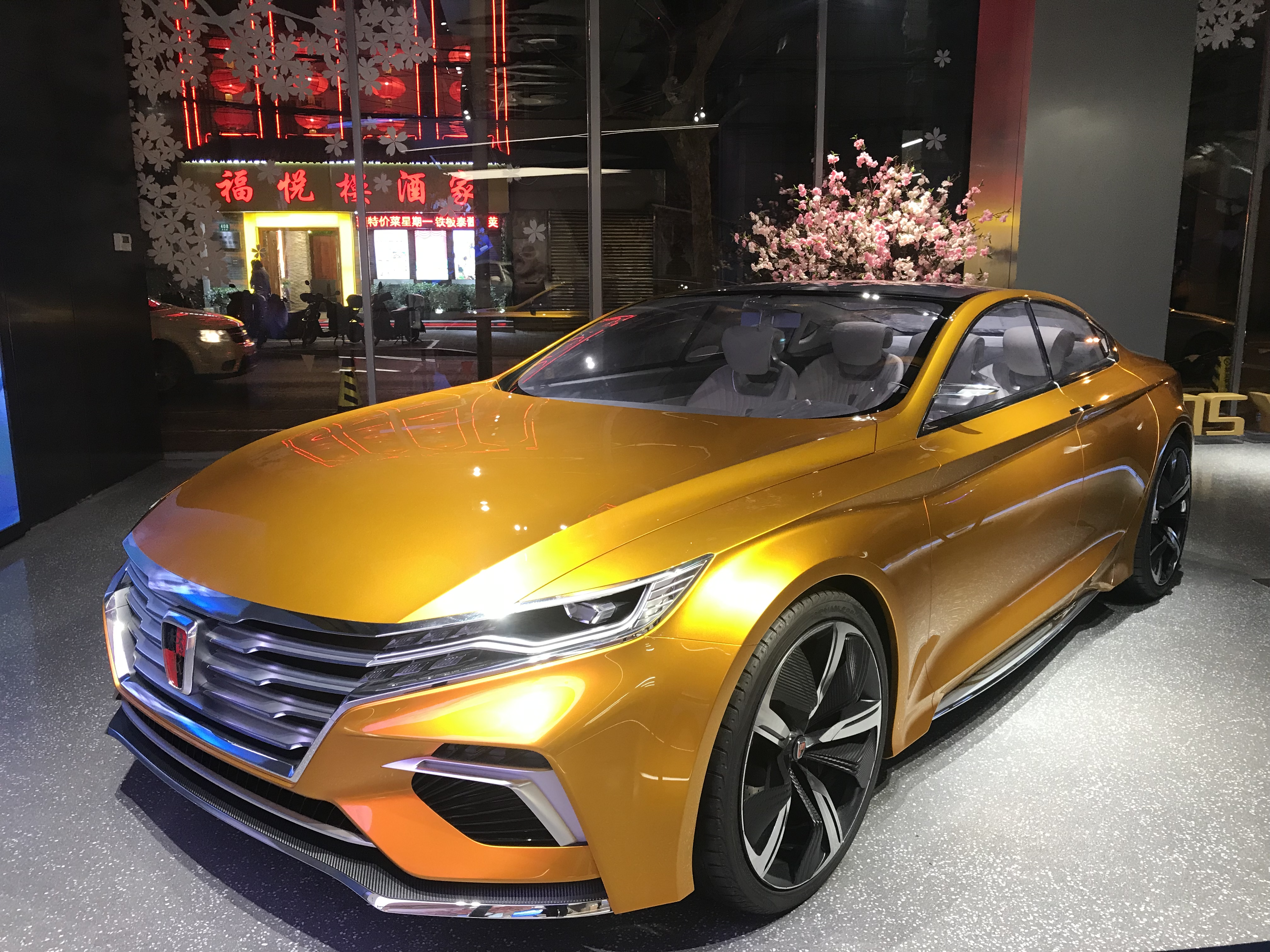
로위 비전-R 콘셉트 전면

- 로위 N1 콘셉트
- 로위 E1 콘셉트
- 로위 비전-R
- 로위 비전-E
- 로위 비전-i
- 로위 비전-iM
- 로위 맥스 콘셉트
- 로위 R-아우라
- 로위 iM8 콘셉트
- 로위 웨일 콘셉트
- 로위 펄 콘셉트

## 판매
2013년에 총 155,336대의 로위 차량이 중국에서 판매되었으며, 이는 그해 중국에서 29번째로 많이 팔린 자동차 브랜드(중국 브랜드 중 13번째)가 되었다.

### 수출
중국 외에서는 로위 파생 모델이 현재 MG 브랜드로 판매된다.
2008년에 로위 550과 750은 칠레에서 각각 MG 550과 MG 750이라는 이름으로 출시되었다. 더 작은 MG 350과 스포티한 MG 6은 2010년 10월 제11회 산티아고 모터쇼에서 전시되었다.
유럽 판매는 벨라루스에서 MG 브랜드를 단 550 버전으로 처음 시작되었다. 영국 자동차 잡지 오토카는 2010년에 로위 350을 테스트하면서 해당 모델이 영국에서 생산 및 판매될 것이라고 시사했지만, 로위는 이를 부인했다. 그럼에도 불구하고, 2011년 4월 현재 상하이 자동차의 MG6 (재작업된 로위 550)는 이전 MG 로버 공장인 롱브리지 공장에서 조립을 시작했다. 유럽 시장용 차량은 중국 내 모델보다 특정 개선 사항을 특징으로 하며, 유로 IV 배출 기준이 아닌 유로 V 배출 기준을 충족한다.